# Dunakeszi
Dunakeszi város a budapesti agglomerációban, Pest vármegyében, a Dunakeszi járás székhelye. A megye második legnépesebb települése Érd után. A Duna túloldalán elhelyezkedő Budakalász várossal megosztva a „Dunakanyar kapuja”-ként is emlegetik.

## Fekvése

### Földrajza
Dunakeszi város a Duna bal partján, Budapesttől mintegy 15 kilométerre északra helyezkedik el. Földrajzi koordinátái: északi szélesség 47. fok 38. perc és keleti hosszúság 19. fok 8. perc. Dunakeszi az Alföld Duna menti síkság nevű középtájához tartozik, azon belül nagy része a Pesti-hordalékkúpsíkság, kisebb része a Vác–Pesti-Duna-völgy kistájak területén fekszik. Dunakeszi Budapesttel, Fóttal, Göddel és a Szentendrei-szigeten a Szigetmonostorhoz tartozó Horánnyal határos. Földrajzi helyzetéből adódóan a „főváros, illetve Pest északi kapuja”, és egyben a „Dunakanyar kapuja” is.

### Domborzat
Dunakeszi területének nagy része 100 és 160 m közötti tengerszint feletti magasságon helyezkedik el. A Duna mentén, a Vác-Pesti-Duna-völgyhöz tartozó terület a legalacsonyabb, amely enyhén hullámos felszínű síkság. Itt az alacsony- és a magasártér átlagosan 3, illetve 6 méterrel magasabb a Duna 0-pontjánál, és a felszíni formák döntő többségét a folyóvíz romboló (eróziós) és építő, felhalmozó (akkumulációs) tevékenysége alakította ki. A Pesti-hordalékkúpsíksághoz tartozó terület magasabb helyzetű, a Duna I. és II. hordalékteraszain alakult ki, kelet felé lépcsőzetesen emelkedik a magasabb teraszok irányába. A nagyjából észak-déli irányú teraszsáv felszíne a Dunába torkolló kis vízfolyások, a lejtőmozgások és a szél felszínformáló hatása miatt völgyekkel tagolt síksággá alakult.

### Vízrajz
A Duna, amely a Volga után Európa második leghosszabb és legbővizűbb folyója, Dunakeszi nyugati határát alkotja. A Szentendrei-szigetnél két ágra szakadt Duna nagy-dunai medrének szélessége Dunakeszinél 500–600 m, vízmélysége a parttól 50–100 m távolságban meghaladja a 2,5 métert. Pontosabb adatok a közelben Budapestnél ismertek, ahol a legnagyobb vízmélység 3 és 10 m közötti, és a vízmélység növekedésével növekvő vízsebesség átlagosan 0,5 m/s, de árvízkor a 2,5 m/s értéket is elérheti. A Duna vízállása, illetve a medrében lefolyó vízmennyiség a csapadékviszonyoknak megfelelően változik. A klímaváltozás aszályt okozó hatásai előtt az Alpokban lehulló csapadék és a hóolvadás következtében évente általában két jelentős árhullám vonult le a Dunán. Az egyik a tavaszi jeges ár, a másik pedig a kora nyári zöldár volt. Az árvizek elleni védelmet a folyam mentén épült gátrendszer és a hajózást is elősegítő korábbi mederkotrások biztosítják. A Duna jelenlegi ártere Dunakeszinél kb. 101–102 m tengerszint feletti magasságban van.
Dunakeszi és környezete területén a felszín kelet–nyugati irányú lejtése miatt a kisebb vízfolyások a Gödöllői-dombság felől a Duna völgye felé haladnak. A város déli határánál folyik a Mogyoródi-patak, amely dél felől a Csömöri-patak, észak felől a csatornává alakított Óceán-árok vizét összegyűjtve Újpestnél torkollik a Szilas-patakba, utóbbi végül a Dunába ömlik. A Duna-part menti sávban a folyamot több kelet–nyugati irányú rövid kisvízfolyás, vízkiszivárgás éri el, amelyek közül csak a legnagyobbaknak van nevük: a város északi határában a Malom-árokban folyik a Nagycsurgó és a révátkeléstől kissé északra található a Kiscsurgó. Ilyen vízkiszivárgások lépnek ki például a 2-es főúttól a Duna felé eső részen, az ún. Vizes kertek területén is.
Az állóvizeket a Szabadságligettől, azaz Dunakeszi-Alsó vasúti megállóhely és a bevásárlóközpontok között elhelyezkedő kis lápi tavacskák, valamint a tőzeg- és kavicsbányászat során létrejött mesterséges tavak képviselik (Tőzegtavak, Kavicsbánya-tó, Barrakuda-tó). Jelenleg a Tőzegtavakat a Dunakeszi Tőzegtó Sporthorgász Egyesület, a Kavicsbánya-tavat és a Barrakuda-tavat a Dunamenti Sporthorgász Egyesület használja és kezeli.
A talajvízszint a Duna mentén a felszín közelében, 1 m mélység felett húzódik. Kelet felé a felszín emelkedése miatt egyre mélyebb a helyzete. Így a Dunától 100-200 méterre 1–4
 m, 600-700 méterre 4–8 m, majd tovább növekszik, és a legmagasabban fekvő helyeken a 30 métert is meghaladja. A talajvíz keletről nyugat felé áramlik, átlagos áramlási sebessége 200 m/év. A felszín alatt változó mélységben, a vízzáró rétegek alatt rétegvíztestek húzódnak, amelyekből 40–50 m mély artézi kutakkal hozzák felszínre a vizet.

### Éghajlat
Dunakeszi éghajlata mérsékelten meleg–száraz. Az évi középhőmérséklet 9-10 °C között változik, az évi átlagos csapadékmennyiség 500–550 mm, a napfénytartam kb. 1920-1940 óra/év az 1971 és 2000 között mért adatok alapján. Az uralkodó szélirány északnyugatias, de a déli és az észak-északkeleti szelek sem ritkák. Az átlagos szélsebesség 2-2,5 m/s, ami más hazai területekhez képest kis érték. Ritkán fordul elő 6 m/s-nál nagyobb sebességű, erős szél. A párolgás mértéke meghaladja a csapadék mennyiségét. A Duna közelsége miatt a levegő páratartalma viszonylag nagy, ezért gyakori a ködképződés.

### Talajok
A terület talajtani adottságait az éghajlat mellett nagyrészt a felszín közelében elhelyezkedő talajképző kőzetek határozzák meg, amelyeket főként futóhomok, és folyóvízi homokos, kavicsos  üledékek alkotnak. Ezért Dunakeszi területén a humuszos homoktalaj a legelterjedtebb. Ennek vízelnyelő és vízvezető képessége igen nagy, illetve nagy, vízraktározó képessége gyenge, vagy közepes, szervesanyagkészlete mindössze 50-100 tonna/hektár, vagy annál kevesebb, ami miatt gyenge a termőképessége. Nagy területet borít réti öntéstalaj is, elsősorban a Duna menti sávban. Helyenként kissé termékenyebb, gyengén savanyú barna erdőtalaj, barnaföld és agyagbemosódásos barna erdőtalaj is képződött. A tőzegtavak környékén réti és lápos réti talajok alakultak ki. A talajok vastagsága általában meghaladja az egy métert.

## Növény- és állatvilága
Dunakeszinek a Pesti-hordalékkúpsíkságon található területein a nyílt homokpusztagyepek, homoki sztyepprétek, homoki tölgyesek és nyáras-borókások képezik a potenciális vegetációt, ezeknek azonban már csak kis töredéke maradt fenn. Helyükre főként fehér akácot (Robinia pseudoacacia) és erdei fenyőt (Pinus sylvestris) telepítettek. Homokpusztagyepeket csupán a repülőtéren és a lóversenypálya területén találhatunk. A Vác–Pesti-Duna-völgyhöz tartozó területen a potenciális növényzet az erdőssztyepp. A Duna partján vízhez kötött élőhelyek alakultak ki. Ma már az ártéren az eredeti bokorfűzeseknek, puhafa- és keményfaligeteknek csak kisebb maradványait találhatjuk meg.
A növénytermesztés terén a 19. század végén megkezdődött paradicsomtermesztést kell kiemelni, de egyéb, a homokos talajt kedvelő zöldség- és gyümölcsfajta termesztése is folyt (főleg kajszibarack). Mára azonban már sok a parlagon maradt termőföld.
A terület állatvilágát tekintve a Dunában élő állatok és halak jelentősek. Itt él a dunavirág nevű kérészfaj is. A vízimadarak közül a sirály, és télen a récefajok a legjellemzőbbek. A ligeterdők és rétek is sokféle állatnak nyújtanak lakhelyet, a különböző rovarok és madarak mellett például gyíkoknak, rókáknak, őzeknek, vadnyulaknak, ürgéknek és egereknek. A madarak közül pacsirta, fogoly, fürj, balkáni gerle és szarka is előfordul.
A természetes növényzet és állatvilág elterjedését a tájhasználat határozza meg. Jelenleg Dunakeszi területének csupán 12%-a gyepes, 5%-a erdő, illetve fásított, 7%-a kevés fával rendelkező zöldterület, 20%-a szántó, 1%-a gyümölcsös és 15%-án állattartással foglalkoznak.

## Természetvédelmi területek
Dunakeszin a természet megőrzése szempontjából kiemelt jelentőségű az a 181,64 hektár, amely az Európai Unió természetmegőrzési és madárvédelmi hálózatának részeként Natura 2000 területnek minősül. Ez a város területének 5,85%-át teszi ki. Ide tartozik a Duna medre és ártere a parti erdősávval, amelynek védelméről a város önkormányzata gondoskodik. Emellett a vizes területek jellegükből adódóan automatikusan országos jelentőségű „Ex lege” védett területek. Idetartozik az Óceán-árok déli lápterülete a Dunakeszi-tőzegtavakkal, és a Duna közelében megjelenő források. Helyi jelentőségű védett terület a Nemzeti Lóverseny Kft. alagi telepének kül- és belterülete, amelyen a természeti és művi értékek egyaránt védelmet élveznek. Az Országos Ökológiai Hálózat magterületéhez tartozik az Óceán-árok lápja, az alagi repülőtér és lóversenypálya, míg ökológiai folyosót alkotnak a Duna menti puhafás ligeterdő-maradványok, a város nyugati szélétől induló és a fővárosi ivóvízkutak védművéig tartó csatorna mentén a kisebb mocsarak, fűzligetmaradványok, a Duna víztere, a Mogyoródi-patak melletti és az Óceán-árok menti nádasok, kisebb gyepfoltok és a lápterület egy része. A Mechanikai Laboratórium kezelésében lévő 060 helyrajzi számú terület értékes élőhelyei, növény- és állatvilága révén szintén természetvédelmi oltalmat kapott.

## Környezeti állapot és környezetvédelem
Dunakeszin nincsen rendszeres levegőszennyezettség-mérés, csak a budapesti és váci mérőállomások adatai állnak rendelkezésre. Ezek alapján a dunakeszi levegő megfelelő/jó. Légszennyezést elsősorban az ipari tevékenységek, valamint a közúti forgalom okoznak.
Az önkormányzat kidolgozta a „Zöld Dunakeszi” programot, amelynek keretében számos rendelkezést hozott a lakott és azon kívüli települési környezet védelmére. Dunakeszinél – vélhetően – még jó minőségű a Duna vize, de mérőállomás nem működik a területén. A kisebb vízfolyások minőségéről nincs mérési adat, de valószínűleg szennyezettek.
Ritkán a bányák környezeti hatásának vizsgálatára is sor került. Dunakeszi területén több homokbánya haszonanyagának kitermelése után, a rekultiváció során, a bányák helyén hulladéklerakó létesült, ami környezetvédelmi problémákat okoz. Ezért a hulladékelhelyezés megkezdése előtt hatásvizsgálat, illetve környezetföldtani, mérnökgeológiai, esetleg hidrogeológiai vizsgálatok szükségesek.
Nagy gondot jelent azonban az illegális szemétlerakás, mivel a város vizet jól vezető homokkal fedett felszínén a lerakott hulladékból leszivárgó szennyezett vizek rövid idő alatt bejutnak a talajvízbe. Mivel Dunakeszi területén nemcsak saját ivóvizét biztosító, de a főváros vízbázisait jelentő kutak egy része is megtalálható, a megfelelő hulladékelhelyezés kiemelten fontos. A mezőőri szolgálat bevezetésével az illegális hulladéklerakás mennyisége csökkent. A városban szelektívhulladék-gyűjtés is folyik.
A város és a környező települések (Fót, Mogyoród, Göd, Csomád) szennyvizét a Dunakeszi Szennyvíztisztító Telep gyűjti be, ahol napi 10 000 m³ szennyvíz tisztítható meg, és a kibocsátott tisztított szennyvíz megfelel az elvárt határértéknek. Ennek ellenére problémát okoz, hogy a tisztított szennyvizet az Óceán-árokba vezetik, és hogy a kertekben még mindig sok műtrágyát használnak.

## Címere
A város címere ekevas alakú. Középen ezüst – a Dunát jelképező – hullámvonallal kettéosztott, álló pajzs. Felső része kék alapszínű, benne a város védőszentje, Szent Mihály ezüst színben látható. A címer zöld, alsó mezejében levő lófej ezüst színben jelképezi a helység – Alag városrész – Európa hírű lósportját.

## Politika

### Polgármesterei
Jelenleg
- Dióssi Csaba (SZDE-DOE-Fidesz-KDNP)[1] – 2010– (2010–2014 között csak Fidesz, 2014–2024 között Fidesz-KDNP)

Korábban
- Kecskeméthy Géza (független) – 1996–2010
- Villási László (MSZP) – 1994–1996[15]
- Dr. Örményi László (nem ismert) – 1990–1994[16]

| Név                | Jelölő szervezet     | Terminus  | Megjegyzés / Források                     |
| ------------------ | -------------------- | --------- | ----------------------------------------- |
| Dióssi Csaba       | SZDE-DOE-Fidesz-KDNP | 2010–     | A 2024-es választási eredmények:          |
| Dióssi Csaba       | Fidesz-KDNP          | 2010–     | A 2019-es választási eredmények:          |
| Dióssi Csaba       | Fidesz-KDNP          | 2010–     | A 2014-es választási eredmények:          |
| Dióssi Csaba       | Fidesz               | 2010–     | A 2010-es választási eredmények:          |
| Kecskeméthy Géza   | független            | 1996–2010 | A 2006-os választási eredmények:          |
| Kecskeméthy Géza   | független            | 1996–2010 | A 2002-es választási eredmények:          |
| Kecskeméthy Géza   | független            | 1996–2010 | Az 1998-as választási eredmények:         |
| Kecskeméthy Géza   | független            | 1996–2010 | Az 1996-os időközi választási eredmények: |
| Villási László     | MSZP                 | 1994–1996 | Az 1994-es választási eredmények:         |
| Dr. Örményi László | nem ismert           | 1990–1994 | Az 1990-es választási eredmények:         |

### A 2024-es önkormányzati választás eredménye
- A polgármester-választás eredménye[1]

| Jelölt neve        | Jelölő szervezet(ek) | Jelölő szervezet(ek)                                                         | Szavazatok száma | Szavazatok aránya |
| ------------------ | -------------------- | ---------------------------------------------------------------------------- | ---------------- | ----------------- |
| Dióssi Csaba       |                      | Szeretünk Dunakeszi Egyesület – Dunakeszi Odateszi Egyesület – Fidesz – KDNP | 11 749           | 59,56%            |
| Tonzor Péter       |                      | DK – MSZP – Párbeszéd- ZÖLDEK – Nép Pártján – LMP – Zöldek                   | 4934             | 25,01%            |
| Cseresznyés Csilla |                      | Közösen Kesziért Egyesület                                                   | 1681             | 8,52%             |
| Bilinszky Ferenc   |                      | Békés Nemzet Egyesület                                                       | 829              | 4,20%             |
| Szabó Balázs       |                      | Megyei Jogú Városért                                                         | 534              | 2,71%             |
| Összesen           |                      |                                                                              | 19 727           | 100%              |

- A képviselőtestület-választás eredménye[23]

| Párt | Párt                                                                         | Mandátumok | Képviselő-testület | Képviselő-testület | Képviselő-testület | Képviselő-testület | Képviselő-testület | Képviselő-testület | Képviselő-testület | Képviselő-testület | Képviselő-testület | Képviselő-testület | Képviselő-testület |
| ---- | ---------------------------------------------------------------------------- | ---------- | ------------------ | ------------------ | ------------------ | ------------------ | ------------------ | ------------------ | ------------------ | ------------------ | ------------------ | ------------------ | ------------------ |
|      | Szeretünk Dunakeszi Egyesület – Dunakeszi Odateszi Egyesület – Fidesz – KDNP | 10         | P                  |                    |                    |                    |                    |                    |                    |                    |                    |                    |                    |
|      | DK – MSZP – Párbeszéd- ZÖLDEK – Nép Pártján – LMP – Zöldek                   | 2          |                    |                    |                    |                    |                    |                    |                    |                    |                    |                    |                    |
|      | Békés Nemzet Egyesület                                                       | 1          |                    |                    |                    |                    |                    |                    |                    |                    |                    |                    |                    |
|      | Közösen Kesziért Egyesület                                                   | 1          |                    |                    |                    |                    |                    |                    |                    |                    |                    |                    |                    |
|      | Független                                                                    | 1          |                    |                    |                    |                    |                    |                    |                    |                    |                    |                    |                    |

## Története

### Dunakeszi térsége az őskorban
A mai Dunakeszi közigazgatási határain belül már az újkőkorszakban is éltek emberek, legjelentősebb telepüket a székesdűlői ásatások során tárták fel. A rézkorból is több emlék maradt fenn a város térségében: a Koplya-tetőn, a Hegyrejáró dűlőn és az M2-es út építési területén számos korsót, edényt, fazekat és más leleteket is találtak a régészek. A bronzkorból Dunakeszin tálak, harangedények, sírok, de ékszerek is maradtak fenn; megjelentek a Vatyai kultúra jellegzetes urnatemető edényei, illetve a halomsíros kultúra cölöpházai, kútjai is.

### Dunakeszi területe az ókorban
Az ókorban a Székesdűlőn kelták telepedtek meg, akiknek három házát sikerült a régészeknek feltárniuk. A római császárkorban a Dunántúl a Római Birodalomhoz tartozott, amelyet a keleti „barbár” szomszédoktól a Duna határolt el. A keleti részen viszont a szarmaták vetették meg lábukat. Dunakeszin is utóbbi népcsoport egyik ága, a jazigok éltek, akik szintén a Székesdűlőt választották lakhelyüknek, ahol a régészek két sírt, illetve egy falu egyes részeit is feltárták.
A rómaiak 371–372-ben erődített kikötőt és átkelőhelyet építettek itt. Ez része volt az I. Valentinianus által kiépített Duna balparti erődök (contra castrum) rendszerének, amit Marcus Aurelius kezdeményezett a markomann háború után, majd Diocletianus sűrített. A környező terület akkor a szarmata jazigoké volt, akiknek városai között Ptolemaiosz Vácot (Uscenum) említi. A településtől délre, a Dunától indul el a szarmaták által 324 és 337 között épített, a Dunát a Tiszával összekötő Csörsz árok nyomvonala. Dunakeszin egy jellegzetes határvédelmi kiserőd épült, amelynek maradványait a mai Duna sor 28–30. sz. házak telkein sikerült feltárni. Az 50,5 x 43 m alapterületű erőddel szemben, a Szentendrei-szigeten, Horánynál is állt egy római erőd, a kettő közösen védte a Római Birodalom határait. A területválasztás stratégiai helyességét jelzi, hogy a komp ma is a két néhai erőd helyszínei között közlekedik.

### Dunakeszi és Alag a középkorban
Dunakeszi és Alag környezeti adottságai és kedvező fekvése mellett az éppen aktuális birtokosának az országos és a megyei hatalmi hierarchiában elfoglalt pozíciója határozta meg a települések középkori életének alakulását. A Vác–Pest közötti úton, a táv mintegy felénél fekvő falvak a középkorban nem tettek szert nagy jelentőségre, de folyamatos birtoklásuk mégis értékükről tesz tanúbizonyságot.

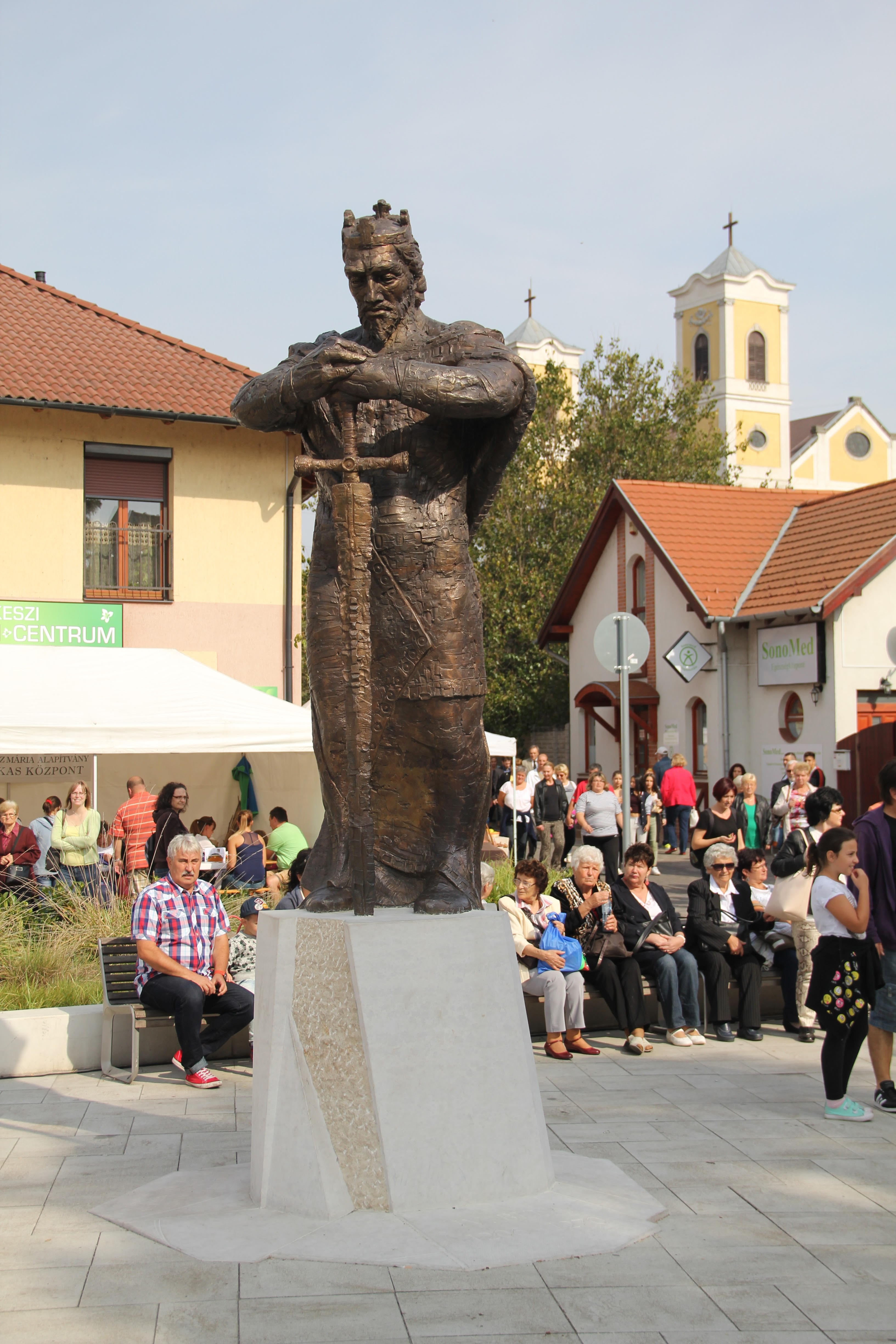
IV. Béla magyar király szobra Dunakeszi főterén (Erős Apolka alkotása, 2014)

Dunakeszi létrejötte a 10–11. század fordulóján történhetett. Első okleveles említése (Kezu néven) IV. Béla magyar király (1235–1270) 1255. évi oklevelében található, amelyben a települést korábbi birtokosaitól, János fiai Péter és Jánostól elvette, és Seywerdusnak adományozta. A melki származású, eredeti nevén Siegfridnek nevezett Fejér vármegyei ispán fia, Erdő egészen 1317-ben bekövetkezett haláláig birtokolta Keszit. Valószínű, hogy az Ipolytól északra lévő Keszi törzsbeliekről levált töredék népcsoport alapította, vélhetően az itt talált gyér (elsősorban avar és szláv) népességgel közösen. A későközépkorban a települést a Szécsi, majd a Garai család birtokolta, ezt követően Corvin János kezére került, míg végül Ráskai Balázsé lett.
Alag első fennmaradt írásos említésére 1328-ban került sor, bár birtokosairól már korábban is szó esik a forrásokban. A falu jellegzetes Pest megyei település volt, kisnemesi birtokosokkal, így számos örökségi vita tárgyát képezte. A középkorból ránk maradt a ma Alagi-majornak nevezett településrészen álló középkori templom romja.

### Dunakeszi atörök hódoltságidején
Dunakeszi – vagyis akkori nevén (Káposztás)Keszi – 1518-tól a solymári uradalomhoz, így II. Lajos magyar király (1516–1526) birtokához tartozott. A mohácsi csata (1526) után azonban a település sorsa megpecsételődött, 1543-ban, Vác török kézre kerülésének időpontjában Dunakeszi elnéptelenedett, és 1642-ig nem is számított lakott településnek. Ez azonban nem azt jelentette, hogy földjeit nem művelték! Lakossága nagyobbrészt a környező településekre került, sokan visszajártak és a földeken dolgoztak, amit a török adóösszeírásokban megjelenő dunakeszi bevételek is bizonyítanak.
Az 1642. évi visszatelepülést követően a térségnek magyar urai is voltak, akik azonban rendszerint a hódoltságon kívüli területről irányították a birtoktestet a falubíró segítségével. A település az Alagi Bekény család birtokából előbb Mágócsy Ferenc, majd gróf Esterházy Miklós magyar nádor (1625–1645), ezután öccse, Esterházy Pál kezére került, utóbbitól eladta a falut – más birtoktestekkel együtt – Buday Bornemissza Bolgár Pálnak és Pilinyi Benedeknek. A Buday családtól került leányágon Dunakeszi a Wattay család birtokába, akik egészen 1737-ig tulajdonosai maradtak a térségnek – bár többször zálogba adták.
A falu lakossága magyar és oszmán birtokosaival egyaránt kénytelen volt ügyeit intézni, amennyiben békésen kívánta élni hétköznapjait. Mivel a település közel fekszik Pesthez és Váchoz, hadjárati időszakokban lakosainak rendszerint el kellett hagyniuk lakhelyüket, általában a környező, jobban védhető helyekre, különösen a Szentendrei-szigetre menekültek.

### Dunakeszi a 18. században
Az oszmán uralom alóli felszabadításkor Dunakeszi a Wattay család kezén maradt. Wattay János a váci járás szolgabírájaként és a Rákóczi-szabadságharc idején a vármegye első kuruc alispánjaként irányította a települést. Az 1715. évi népességösszeíráskor 18 család élt itt. Az okiratban már Dunakeszi néven szerepel. Bár a település a Wattayak birtokában maradt egészen 1731-ig, de előbb Ordódy (II.) György, majd Orczy István (1699–1749) zálogbirtoka lett. 1747-ben megvette tőlük a falut gróf Grassalkovich (I.) Antal személynök és aradi főispán, aki hamarosan a gödöllői uradalomhoz csatolta Dunakeszit és Alagot. A Grassalkovichok uralma a település számára virágkort jelentett, a békés gazdálkodás, az egységes igazgatás meghozta gyümölcsét: a falu a gyarapodás útjára lépett. Ekkor létesült a Beszálló nevű nagykocsma, a malom, mészárszék és kovácsműhely is.
1725-ben a váci püspök, Althann Mihály Frigyes plébániai rangra emelte Dunakeszit, Fót és Rákospalota a leányegyházai lettek. Plébánosai azonban gyakran cserélődtek, és a falunak ekkor egy „téglából épült szűkös temploma” volt, az is felújításra szorult. Ebben is Grassalkovich Antal birtokba kerülése hozott változást: a plébános, Leszkovszky János hosszabb időszakot töltött el Dunakeszin, és Grassalkovich egy új templom építésébe kezdett. Utóbbit 1756. szeptember 29-én, Szent Mihály napján szentelték fel, ezzel Szent Mihály a falu és temploma védőszentje is lett. A templomon túl plébániaépületet is emeltetett.
1768-ban a gödöllői Grassalkovich-uradalom része volt a falu, 600 lakossal. II. József uralkodása (1780–1790) idején készült el a falu első részletes katonai térképe. Az 1785-ös népszámlálás szerint pedig már 740 lakosa volt a településnek. Alag ekkor még gyéren lakott puszta volt, 1819-től növekedett itt a népsűrűség.

### Dunakeszi és Alag a hosszú 19. században

#### Dunakeszi
A reformkorban országosan megtapasztalható változások Dunakeszin is megmutatkoztak. Az egyik legfontosabb eseménynek a Budapest–Vác vasútvonal kiépítését tekinthetjük, ami alapjaiban változtatta meg a település akkori mindennapjait. Ünnepélyes átadásra 1846. július 15-én került sor, József főherceg, Magyarország nádora részvételével, de Kossuth Lajos és Széchenyi István is e szerelvény utasai voltak.
A településen ekkor olyan plébánosok szolgáltak, mint Szép Mihály, aki lejegyezte az egyházi élet legfőbb jellemzőit (pl. milyen imákat mondanak szívesen a hívek), renováltatta a templom egyes részeit, a leszakadt harang helyett újat öntetett és felújíttatta a Szent István-kápolnát. Utódja, Holló Mihály sikeresen folytatta a renoválási munkálatokat, de amikor 1845-ben távozott a faluból, Fót és Rákospalota elkerültek a dunakeszi plébániától.
Az 1848/49-es szabadságharc – természetesen – Dunakeszin is éreztette hatását. Az áprilisi törvények átalakították a falu igazgatási rendjét, és a lakosok egy része választójogot nyert, amellyel éltek is. A nemzeti őrsereg felállításához Dunakeszinek, ahogyan minden településnek, hozzá kellett járulnia. A hadműveletek idején pedig a tisztek elszállásolása és élelmezése rótt hatalmas terhet a falubeliekre. A háború nyomán járó kolerajárvány Dunakeszin is szedte áldozatait: mintegy 14 főt két hónap alatt.
A tavaszi hadjáratig Dunakeszi térségében nem került sor komolyabb hadműveletekre, de az április 6-ai, isaszegi csatát követően a település hadszíntérré vált. Április 8-án a Kmety-hadosztály érkezett a faluba, amelynek – és a hozzá csatlakozó további egységeknek a – feladata az volt, hogy az esetleges osztrák támadásokkal szemben fedezze a Vác felé tartó magyar főerőket. Ezt sikeresen teljesítették is a váci csata idején. Az utolsó nagy ütközet a júliusi orosz intervenció idején zajlott le a térségben.
1850-ben – egy hosszú és fordulatos pert követően – az utolsó Grassalkovich-leszármazott értékesítette Dunakeszit, amelyet báró Sina György vásárolt meg, majd fia, Sina Simon örökölte. Utóbbi birtokossága idején, 1860-ban végrehajtották a településen is az úrbérrendezést. Ekkor már állhatott a nádfedeles faluháza, mai Fő út úton.
Dunakeszit a 19. század végén már a faluközösség az általuk választott tisztségviselőkön keresztül irányította. Ezekben az évtizedekben a település még mindig mezőgazdasági jellegű maradt, alapvető terményei a paradicsom és a szőlő voltak. Ugyanakkor a fejlődés nyomai is mindinkább fellelhetők voltak: Dunakeszinek hamarosan saját vasútállomása, postahivatala és távírdai állomása lett, saját iskolája és körorvosa is volt. A jó klíma, a kellemes időtöltés, a Budapesthez való közelség pedig sokakat vonzott a kis településre. A fejlődést mutatja az is, hogy az 1850-ben 988 lelket számláló községnek 1910-ben már 4980 lakosa volt.

#### A dunakeszi paradicsom
Az 1870-es években a dunakeszi (és környékbeli: fóti, mogyoródi, veresegyházi, csomádi és rákospalotai) lakosok voltak Magyarországon az első paradicsomtermelők. Dunakeszin a Fóthoz közelebb eső, ún. Tetétlen-dűlőkön folyt a termelés, amely egész családok számára kínált később megélhetést. Az itteni agyagos-homokos talaj kedvező a növénynek, a napsütéses órák száma és a napsugarak dőlésszöge pedig kiváló lehetőséget kínált a település számára, hogy bekapcsolódhasson e növény tömegtermelésébe. A gazdaságban minden munkafolyamat szinte kézi erőt igényelt. Minden családnak megvolt a maga titkos helye, ahonnan a palántaföldet beszerezte. Elsősorban a falu környékét járva pihent, humuszban gazdag földlelőhelyeket kerestek. Az itt összegyűjtött földet hazaszállították, ahol rostálták, és finom, porhanyós állagra hozták. Fontos volt, hogy fertőzésmentes és tápanyagban gazdag talajjal rendelkezzenek. A palántákat a szabad földben nevelték. Mivel a csírázáshoz és a növény neveléséhez meleg és nagy tápanyagmennyiség kellett, istállótrágyával keverték el a palántaföldet. A palántaágyásokat a fagyok elmúltával azonnal elkészítették. Ide először kb. 30 cm vastagon a palántaföld és a trágya keveréke került, majd erre tették a deszkákból elkészített ágyáskeretet, ide szórták a magokat, amelyeket földdel finoman betemettek. Ezután megöntözték a földet, majd üveges takarótáblákkal befedték. Ha a hőmérséklet úgy kívánta, akkor rozsszalmával (amelyet az előző évi termést követően erre a célra tettek félre) is letakarták. Minden nap megnézték a palántákat, ha jó idő volt, leszedték a takarót, majd az üvegtáblákat is. Május végén szabad földbe ültették a palántákat a Tetétlen-dűlőkre. 1 kat. holdra (kb. 5760 négyzetméter) 4600 palánta került, amelyeket kézi erővel műveltek. Ahogyan nőtt a növény, szükségessé vált a karózás. Ez az iskolás korú gyerekek feladata volt, akik a fából készült karót a növénytől északi irányba, kb. 10 cm-re verték le. A karóhoz az asszonyok kötötték hozzá a növényt. Az érett termést kézzel szüretelték, amely folyamatban az egész család részt vállalt. Eleinte saját készítésű ládáikba tették, és stráfkocsin vitték a budapesti (elsősorban: Lehet tér és Fény utca) piacokra. A férfiak a teli stráfkocsikkal hajnali két óra körül keltek útra, a VÁci úton vitték be a termést Budapestre. Újpesten, a villamosremiznél kellett a vámot megfizetniük. Hajnalban a piacfelügyelők beszedték a helypénzt tőlük, ezután árusíthattak. Persze megtehették azt is, hogy egy kofának (nagykereskedő) értékesítették az egész kocsinyi szállítmányt. Ebben az esetben ugyan kevesebb pénzt kaptak terményükért, ugyanakkor biztosan eladták az egész rakományt, és már délre haza is értek, hogy néhány óra pihenést követően a következő rakomány felrakodását megkezdhessék.

#### Alag
1890-ben lett Alag nagy részének ura a gróf Batthyány Elemér által vezetett Magyar Lovaregylet, amelynek megjelenése fontos változásokat hozott a település életébe.
Az 1860. évi dunakeszi úrbérrendezést követően Alag Sina Simon kezén maradt, majd 1864-ben új birtokoshoz, a Société Belgique de Crédit Foncier et Industriel de Bruxelles belga bankhoz került. 1867 és 1873 között – Chobot Ferenc adatai szerint – Almásy Pál (1818–1882) volt a terület ura, majd 1873. április 15-én Holitscher Fülöp budapesti gyáros vásárolta meg. Tőle vett meg egy 1200 négyszögöl nagyságú területet 1890-ben a Magyar Lovaregylet, amelynek célja egy kiváló tréningtelep létrehozása volt.
Alagon előbb volt közönség, utána készült el a korabeli színvonalon modernnek mondható versenypálya, és a közönség kényelmét szolgáló létesítményrendszer. Az első kilátogatókat a fővároshoz közeli lófuttatási lehetőség vonzotta. „Egészen uj név jelent meg a sport-geographiában, «Alag». Mint hadjáratoknál kis zászlós gombostűvel kell megjelölni az elfoglalt helyeket, ugy Alag is megjelölhető; az urlovasok elfoglalták, már egészen és véglegesen a mienk, a sporté” – írta a lelkes újságíró az első versenynapról, amelyet 1891. április 12-én tartották meg. A versenyezni vágyók hat számban (Magyar Lovaregyleti-díj, Úrlovasok Szövetkezete-díj, Gátverseny, Eladóverseny, Alagi díj, Állvány-díj) indulhattak. Az első futamban, a Magyar Lovaregyleti-díjának elnyerésére négyen álltak a startvonalhoz, közülük Chernel Viktor győzedelmeskedett, „Darázs” nevű lován.
A Vadász- és Versenylap 1891. január 16-ai száma ismertette az új pálya versenykiírását, és ekkor még szükségesnek tartotta Alag neve mellett lábjegyzetben megjegyezni: „Alag puszta K[áposztás]-Megyerrel határos. Vasútáll[omás]: Dunakesz”. A kilátogató közönség hamar megkedvelte az új versenyhelyszínt. Az első versenyt szerény körülmények között tartották meg – különösen a közönség számára.
Az Úrlovasok Szövetkezete azonban a következő években nekilátott, hogy az alagi versenypályát a kor színvonalának megfelelően kiépítse. Már az 1892. tavaszi versenyre elkészült egy használható tribün, és két büfé is üzemelt, ahol a közönség felüdülést nyerhetett. A legnagyobb gondot a szél és a homok, por okozta. A Vadász- és Versenylap így írt erről: „A legnagyobb nehézség, melyet leküzdeni kell : a homok és por ; viz nélkül nem lehet európai ruhába öltöztetni az alagi pályát; ez a hátránya megvan a gyakorlótérnek is. Vízvezetékkel Alagra lehetne hozni a versenyistállók nagy részét.” A vízmű megépítése mellett más, kényelmi, a közönséget kiszolgáló berendezésekre, tréningtelepekre, kiváló verseny- és gyakorló pályákra is szükség volt, amelyek kiépítését a Magyar Lovaregylet és az Úrlovasok Szövetkezete végezte, vállvetve. Ennek eredményeképpen 1896-ra, a millenniumi évre gyönyörű pályát varázsoltak Alag pusztából.
A kiépített új versenypálya a vasúttal párhuzamosan helyezkedett el, így a jobbára vonattal érkező közönségnek a mély alagi homokban nem kellett túl sokat gyalogolnia a tribünig. Az első osztályú tribünnél ruhatár, büfé és női toalett is rendelkezésre állt. Külön épületben helyezték el a totalizatőrt, így a fogadóhely az első és másodosztályú tribüntől is könnyen elérhető volt. A tribüntől balra kapott helyet a mázsáló, valamint az úrlovasok és a zsokék öltözői. Innen nem messze volt a nyergelő, amelynek környékét fásították – a tűző nap előli védelem érdekében. A víztornyot, a versenytér baloldalától 200 méterre építették fel. Két gyakorló- és egy versenypálya működött, a gyakorlópályák homokosak voltak, amelyeket gyepsáv választott el egymástól. A homokpályákat tarackgyökerekkel hintették be, így remélvén megkötni a futóhomokot 1-2 év alatt. A gyakorlópályán a homokos felső réteget elhordták, helyére kötöttebb földet szállítottak, így talaját kiegyenlítették, a lovak sérül veszélye nélkül futhattak rajta. Az új pálya egyik oldalán 50 méter széles fenyőerdő-csíkot létesítettek, hogy megvédje az itt igen gyakran fújó szelektől.
A Lovaregylet az Alagon megvásárolt területet felparcellázta, és annak középső részén hozta létre a sporttelepet. Alag előnye volt, hogy a versenypálya teljesen lakatlan területen épült fel, ahol a Nándor-majoron kívül semmilyen épített környezet nem létezett, így az új létesítménynél a sport- és mérnöki szempontok érvényesülhettek: a domborzati viszonyok, a meglevő dűlőutak, a megközelítési szempontok, a talajminőség.
A versenypálya és a közönség számára fontos területeket a Dunakeszi–Alag vasútállomáshoz közel építették fel, a legalacsonyabban fekvő helyre pedig az ún. kismajor, vagyis a lóversenyteret közvetlenül kiszolgáló intézmények kerültek. A magasabban fekvő részekre – egymástól meghatározott távolságra és erdősávokkal tagolva – építették fel a tréningtelepeket, amelyek mindegyike istállókat, tréner- és lovászlakásokat is magában foglalt. 1914-ig nyolc ilyen telep létesült Alagon. A gazdagabb, saját idomárral rendelkező istállótulajdonosok a terület megvásárlását követően azonnal építkezni kezdtek a Lovaregylet által felparcellázott területen kívül, így jött létre 1890-ben a Geist-telep (Geist Gáspár), 1893-ban a Price–Huxtable-telep, majd 1903-ban a Springer-telep. Az 1910-es évekre a rendelkezésre álló terület már túl kicsi volt a nagyszámú érdeklődőnek, így a vasútvonaltól nyugatra, Dunakeszi területén is építkezésekbe fogtak, ide került pl. a Rothschild–Reeves-telep. A telepek elnevezésüket rendszerint az ott dolgozó trénerekről kapták, így ugyanaz a telep több néven is szerepelhetett az idők során.
Mivel a kor jelentős futtatói – eleinte a nagy arisztokrata családok (Esterházy, Festetics, Wenckheim, Springer, Rothschild stb.), később a gyáriparosok is (pl. Dreher, Petanovits) – saját istállót tartottak fenn Alagon, számos neves tréner is a település lakója lett. Peter Price, Charles Planner, John Reeves, Robert Hesp , Henry Huxtable, Thomas Ball, George Hitch és mások Alagon éltek és dolgoztak. Közülük többen – családos emberek lévén – hosszabb időt töltöttek el a településen, voltak, akik generációkon keresztül a Pest megyei Szahara lakói maradtak, megtanultak magyarul, felvették a magyar állampolgárságot.
A lósport személyi állománya, a zsokék, a starterek és mások eleinte külföldiek voltak, de nagyon hamar megjelentek a közöttük a magyar szakemberek is. Alagon jelentős angol kolónia élt, amelynek családjai sokat tettek az itteni lósport felvirágoztatásáért. Nemcsak idomárokat, de zsokékat is adtak, ugyanakkor számos híres zsoké gróf Pejácsevich Albert megyeri istállójából került Alagra. Az 1875-ben Beregsomon született, fiatal Pejácsevich Albert 1896-ban tűnt fel Alagon, amikor Uzsorás nevű lovával megnyerte az új versenypálya nyitószámát. Élete ettől kezdve összefonódik a lósportéval és Alagéval, miután saját telepet nyitott mai Kápolna utca környékén, amely az angol példa, Newmarket jellegzetességeit mutatta. Hamarosan idomárként kezdett működni, miközben a nála dolgozó fiatalokról sem feledkezett meg. Tehetséges lovászfiúkat tanított lovagolni a megyeri pályán, és az ő, valamint felesége kezdeményezésére indult meg a lovászfiúk taníttatása a Nepomuki Szent János-kápolna melletti épületben. Adományaival, önként vállalt számos védnöki tisztségével a Pejácsevich-házaspár hamar Alag lelkének számított. Olyan zsokékat oktattattak, mint Gutai János vagy Sejbál József.
Az alagi nevelésű zsokék közül Sejbál József, Mravik Pál, Keszthelyi István, Gutai János, Esch Győző, Janek Géza nevét kell megemlítenünk. Mindannyiukról utcát nevezett el Dunakeszi alagi részén a hálás utókor.
A lósport nemcsak a lovas világ szakembereit és értő közönségüket vonzotta Alagra, de a korabeli művészvilág számos prominens személyét is. A versenynapokon már a Nyugati pályaudvarnál óriási volt a tömeg, kinn a pályákon pedig még annál is többen szemlélték a futamokat. Sokan közülük a futamok után a Pavilonban folytatták élményeik megbeszélését, ami számos tollforgatót vonzott ide. A leghíresebbek közülük Heltai Jenő, Szép Ernő, Vidor Marcell, Szerémy Zoltán voltak. Utóbbi élete utolsó éveit Alagon töltötte, és sírja is itt található.
Konrád Ignác már fiatal korától állatok festésével foglalkozott, tanulmányozta testfelépítésüket, mozgásukat. Így érkezett Alagra, hogy a versenylovak izomzatát és futás közbeni mozgásukat megörökítse. Lóportréfestőként először a Geist-istállónál debütált, ahol Geist Gáspárné megbízta kedves lova lefestésével. Műve nagy sikert aratott a lósport szerelmeseinek körében, így az első világháborús frontszolgálatot követően Konrád Alagra tért haza, ahol néhány szűkös év után, a Magyar Lovaregylet támogatásával egy olyan házba költözhetett, amelynek műtermébe egy ló befért. Alkotásai híressé tették, Reggeli munka Alagon című képét a Műcsarnok is kiállította. 1922-ben Franciaországba, később az Amerikai Egyesült Államokba is eljutott, tanítványai közül Engel Károly szintén híres lóportréfestő lett.
Alag számára a lósport hatalmas változást jelentett a korábbi évszázadokban tapasztaltakhoz képest. A puszta gyér lakossága elkezdett felduzzadni, a tréningtelepek mellett községi központ, villatelep és más infrastrukturális beruházások is megjelentek. Bár a főváros közelsége miatt nem jött létre túl sok vendégfogadó hely, mégis felépült 1898-ra a Pavilon (ma társasház áll a helyén), amelynek elődje a millenniumi kiállítás erdészeti pavilonja volt. Az épületet Alagra szállították, de a tetejéről túl jó kilátás nyílt a bukmékerek számára, így a Lovaregylet elnöke, gróf Batthyány Elemér lebonttatta, és kissé távolabb más stílusú épületet emeltetett. A Pavilon nemcsak a lósport, de a helyiek társasági életének központja lett, ahol bálokat rendeztek, és találkozási pontként szolgált a trénerek, zsokék, istállótulajdonosok, irodalmárok, művészek stb. számára.
Alag kiépüléséhez hozzájárult, hogy a módosabb idomárok és a zsokék sokszor családjukkal együtt a településre költöztek, ahol saját házat építtettek. Így jött létre a mai Fóti úttól északra, a Kápolna és Batthyány Elemér utcák határolta részen a Villatelep, amelyen először az angol származású lovas világ kiemelkedő alakjai építették fel; hamarosan megjelentek az építtetők között a magyar idomárok és zsokék, sőt, az osztrák, német és amerikai szakemberek is. A villatelep épületei ennek megfelelően számos építészeti stílust tükröznek, ezzel is mutatva a régi alagi lovas világ sokszínűségét. A Villatelep mellett azonban Alagon számos lovászlakás is épült, amelyet a Lovaregylet építtetett fel, a versenypályától Dunakeszi irányába elhelyezkedő üres parcellákon. Az öt, szoba-konyhás, előkertes lakásokat tartalmazó háztömbben a családos lovászok kaptak itt szállást, így nem kellett nap mint nap Dunakesziről munkába járniuk.
A Magyar Lovaregylet a lósport számára elengedhetetlenül szükséges intézményrendszer mellett a községért is sokat tett: áldozatvállalásuknak köszönhetően felépült két szakrális épület (Nepomuki Szent János-kápolna, Szent Imre-templom), a közigazgatás alapvető színterei (községháza, csendőrlaktanya), oktatási épületek (lovásziskola, községi elemi iskola), de infrastrukturális beruházásokat is eszközöltek (víztorony, vízvezeték-hálózat). Emellett mészárszéket, vágóhidat, piacot, postát és lóárverezési helyszínt is létrehoztak.

### Dunakeszi és Alag története 1910 és 1950 között
1910-ben Alag község különvált Dunakeszitől, ami a falu életében sok változást hozott. Alag ura, a Magyar Lovaregylet adófizetése jelentette a település fő bevételét, így Dunakeszi a különválás utáni első években komoly anyagi gondokkal küzdött, mivel az alapvetően mezőgazdaságból élő település lakosainak csak az év második felében – terményeik eladását követően – keletkezett jövedelmük. A falu lakossága azonban talált megoldást: Révész István plébános vezetésével megalapították a hitelszövetkezetet.
A korszak egyik jelentős szereplője volt Révész István (1862–1929) plébános, aki „kiemelkedő képességű, jövőbe tekintő” személyiség volt, és „két évtizedig szolgálta a dunakeszi egyházközséget”. Nemcsak hívei lelki gondozására és az egyházi épületek, birtokok karbantartására fordított figyelmet, de amatőr régészként részt vállalt a Kopolya-tető őskori leleteinek feltárásában, megalakította a dunakeszi hitelszövetkezetet, nagy szerepe volt a helyi társadalmi élet szervezésében, politikai tevékenységet folytatott és verseket is írt. Neki köszönhető a Római Katolikus Elemi Iskola megalapítása is, amely ma is általános iskolaként működik a Táncsics utcában. Révész nevéhez köthető a Katolikus Kör megalapítása, amely a mai Eszterlánc Óvoda helyén működött. Révész Istvánnak elévülhetetlen érdeme volt abban, hogy a Magyar Lovaregylet területén is létrejött egy kápolna, amely Nepomuki Szent János nevét viselte.
Az első világháború Dunakeszi életében is komoly trauma volt. Szinte nem volt olyan család a településen, amelynek ne lettek volna veszteségei, ráadásul – két kisebb mellett – egy 1000 fő befogadására alkalmas hadikórházat is üzemeltettek. A világháborút követő időszakban a nemzetközi és országos válságok, problémák Dunakeszin is éreztették hatásukat. Ennek ellenére 1926-ban megnyitotta kapuit a MÁV Főműhely, amelynek eredményeképpen egy új településrész (Műhelytelep) jött létre, lakóházakkal, iskolával, kápolnával (a Jézus szíve templom 1944-ben épült fel), művelődési otthonnal. A két világháború közötti időszak leghíresebb főműhelyi gyártmánya az ún. Aranyvonat volt. Az ország 1938-ban ünnepelte I. (Szent) István magyar király halálának 900. évfordulóját, amely alkalomból a Szent Jobbot körbeutaztatták a magyar településeken. Ennek az igen értékes ereklyének a szállítására készült el a Dunakeszi Főműhelyben az Aranyvonat, amely egy díszes, 24 karátos aranylemezekkel beborított kocsiból, kísérőkocsikból és mozdonyból állt. A kocsi külső díszítése bizánci motívumokból és magyar szentek képeiből állt, belül pedig drapéria borította, tetején a Szent Korona másolata és négy angyal volt látható. A Szent Jobb egy emelvényen feküdt, mellette két oldalon a koronázási jelvények másolatai kaptak helyet. A díszkocsi megépítési költsége 19.000 pengőre rúgott.
1917-ben kezdte meg a termelést az "Ocean" Magyar Konzervgyár és Kereskedelmi Rt. dunakeszi üzeme, amely a kezdeti időszakban ecetet és mustárt, később azonban paradicsomkonzerveket, illetve a közeli és távolabbi helyekről számított zöldségek, gyümölcsök, majd húsok, húskészítmények konzerválására szakosodott.
A második világháború Dunakeszit is erőteljesen érintette. A lakosság egy része a frontra került, az itthon maradottak pedig próbálták túlélni a viszontagságos időszakot. A dunakesziek részt vettek a legtöbb nagy ütközetben, így a doni áttörés hadműveleteiben is; itt tűnt el a község orvosa, dr. Cseresnyés Tibor. Az itthon maradtak 1942-től a légi támadások elleni védekezésre fordították erejük nagy részét; az izraelita vallású lakosság egy részét pedig 1944-ben Vácra internálták, közülük csak kevesen tértek vissza. A front december elején érte el Dunakeszi térségét. Mivel a település közel fekszik Budapesthez, területén is ádáz harcok dúltak a szovjet és a német csapatok között. Az aknáktól és ellenaknáktól számos épület megsérült, a stratégiailag fontos pontokat (pl. műhelytelepi és a dunakeszi–alsói víztornyok) kölcsönösen felrobbantották. A német alakulatok 1944. december 27–28-án hagyták el Alag és Dunakeszi területét.
A szovjet csapatok bevonulásával egyidejűleg Dunakeszin is megalakult a Nemzeti Felszabadítási Bizottság, és megkezdődtek a helyreállítási munkálatok. Nehézséget okozott, hogy a szovjetek a lakosság nagy részét kényszermunkára vitték, emellett zabrálások és rekvirálások is sújtották őket. A község vezetésének legfőbb feladata az ellátás megszervezése lett. Hamarosan a településen is végrehajtották a földreformot, amelynek eredményeképpen számos kisgazdaság jött létre. Ezeket – az országos trendeknek megfelelően – később a téeszekbe kényszerítették.
A második világháború Alagot sem kerülte el. A Budapest elleni 1942. szeptember 4-ei légitámadás során a szovjet repülők Alagot is bombázták – három ház teljesen megsemmisült, több másik megrongálódott. Ezt követően a Légoltalmi Liga szervezésében megkezdődött a bunkerek és óvóhelyek kialakítása, amelyekre 1944 tavaszától, a nagy bombázások kezdetétől szükség is lett. Szeptembertől közvetlen légitámadások is érték a települést. Az alagi izraelita lakosság (1941-ben 35 fő) elleni fellépés is 1944 tavaszától erősödött meg, a községi jegyző által elkészített lista 23 nevet tartalmazott, akiknek a váci gettóba szállítását május 25-én rendelték el. Közülük két családnak sikerült elmenekülnie. A váci gettóba került alagi zsidók közül kevesen tértek vissza, többségük előbb a monori téglagyárba, majd az Auschwitz–Birkenauban működő koncentrációs táborba került. 1944. december elején a szovjet erők Alagra érkeztek, céljuk Budapest körülzárása volt. A németekkel folytatott háromhetes küzdelem után a front december 27–28-án hagyta el Alag területét. Ezután megkezdődött az újraépítés. 1950-ben a község önállósága megszűnt, azóta ismét Dunakeszihez tartozik.

### A második világháború után
Dunakeszin 1944. december 28-án ért véget a második világháború. A két községet (Dunakeszit és Alagot) 1950 elején újraegyesítették. 1950 októberében megalakult Dunakeszi első tanácsa.
A településen az ipart 1945 után még hosszú évekig a járműjavító és a konzervgyár képviselte.
Dunakeszin a szegény parasztok kaptak földet, Alagon pedig a volt cselédek. Több termelőszövetkezet alakult. A 140 holdas uradalom, az alagi major volt a magja az 1948-ban alakult alagi állami tangazdaságnak. Az 1960-as években a gazdaság a megye legjobb mezőgazdasági üzemeinek sorába emelkedett. 5000 hektáros területe Dunakeszitől az Ipolyig terjedt. Felszámolása előtt több mint 35 üzemágat működtetett. Egyik jelentős tulajdona volt például a tihanyi Tourist Center.
A városiasodás útját az 1957 utáni dinamikus iparfejlesztés nyitotta meg. A községbe települt a Mechanikai Laboratórium gyáregysége. Rövidesen nagy beruházással bővült a konzervgyár. 1969-ben felépült a Budapesti Házépítő Kombinát 3. számú házgyára, majd ezt követte az európai színvonalú hűtőház. 1977-ben megkezdte a termelést a konzervgyár tésztaüzeme is. Az 1970-es években látott munkához a Magyar Hűtőipar dunakeszi gyára. Elsősorban exportra kerülő bogyós gyümölcsöket dolgozott fel, illetve tárolta a hús-, a baromfi-, a hal- és a tejipar termékeit. Kisebb üzemek, szövetkezetek alakultak. Az alagi bőripari szövetkezet 1948-tól, az építőipari kisszövetkezet 1952-től, a Posta betongyártó üzeme 1949-től, a Dunántúli Talajjavító és Talajvédelmi Vállalat 1970-től működik. Az ipar az 1970-es évek elejére az itt élők 70%-át foglalkoztatta.
Mindez magával hozta a nagyarányú lakásépítkezést, az egyéb kommunális beruházások egész sorát, az ellátás gyorsabb ütemű javítását. A várossá válás gondolata erre az időre érett realitássá. Dunakeszit 1970. január 1-jével nagyközséggé, 1977. április 1-jével pedig várossá nyilvánították, Borszéki Ferenc későbbi főépítész közbenjárásának köszönhetően[forrás?].

## Urbanizáció
Dunakeszi népességének egyharmada él lakótelepi összkomfortos otthonokban vagy településszerű többszintes modern lakóparkokban. A lakosság többsége kertes családi házakban lakik. A városban az ivóvízellátás a kiépített gerincvezeték hálózattal 100%-ban megoldott. A szennyvízcsatorna-hálózat az ingatlanok 99%-ában van kiépítve. Az elektromos áramellátás a városban 100%-os, akárcsak a vezetékes gázellátás. Úthálózata szinte teljes mértékben burkolt. A távközlési ellátottság jó.
A település déli határában 1969-ben kezdett el termelni a Budapesti Házépítő Kombinát (BHK) III. számú házgyára. (A házgyárban évente 4200 lakáshoz szükséges vasbeton elemeket készítettek. Ugyanitt gyártották a készre szerelt fürdőszoba térelemeket is.) Ennek köszönhetően az Iskola utcában az első három darab tíz emeletes panelház már 1974-ben elkészült, még mielőtt Dunakeszi várossá vált. A házgyár elemeiből épült a Pest megyei Beruházási Vállalat megbízásából, a Pest megyei Építőipari Vállalat kivitelezésélben, 1977–1979 között a Dunához közel elhelyezkedő 3 ezer lakásos Dunaparti lakótelep, aminek mai neve Barátság úti lakótelep néven terjedt el a köznyelvben, köszönhetően a lakótelep főutcai funkcióját betöltő Barátság útjának.
Dunakeszi 1984 óta lát el körzetközponti feladatokat. A modern, jól felszerelt rendelőintézet a szakorvosi rendelőkkel együtt 1987 óta fogadja a szomszédos Göd és Fót pácienseit is. A városi rendőrkapitányság, a városi bíróság, ügyészség, az okmányiroda, a munkaerő szolgálati kirendeltség és a földhivatal kirendeltsége is körzetközponti feladatokat lát el. A középfokú oktatási intézmények fogadják a környező települések diákjait is. A távolabb lakók diákotthoni elhelyezést kapnak. 2013 óta Dunakeszi járásközpont, így a járási intézmények is a városban kaptak helyet.
Az M0-s autóút északi szektorának (a Dunakeszi-tőzegtavakon keresztül) és az M2-es autóút megépülése következtében az 1990-es években Dunakeszi közúti kapcsolatai az országos hálózattal jelentősen javultak, jótékony hatást gyakorolva a város gazdaságának fejlődésére. A túlzsúfolt közúthálózat tehermentesítéseként került sor az M2-es autóút irányonként két forgalmi sávosra bővítésére Vácig, továbbá két új lehajtó létesítésére.

## Népesség

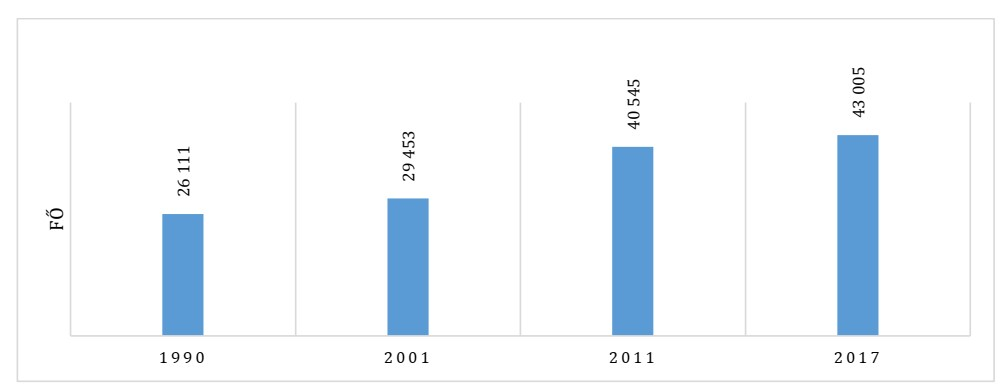
Dunakeszi lakosságszámának változása 1990 és 2017 között a KSH adatainak felhasználásával

1990-ben Dunakeszi lakónépességeként 26 111 embert számláltak meg, ami a szuburbanizáció következtében 2001-re 29 453 főre emelkedett. 2011-ben – 37,7%-os növekedés révén, egyfajta népességrobbanást okozva – fölkúszott 40 545 személyre. 2017. december 31-én a lakosság száma már elérte a 43 908 főt.
A népsűrűség (egy négyzetkilométerre jutó lakosok száma) 1990-ben 840,7 volt, 2001-ben, 948,3-ra emelkedett, ami az országban kiemelkedően magasnak számított. Tehát tizenegy év elteltével csaknem 108 emberrel több lakott egy négyzetkilométeren, mint korábban. 2011-re a gyors ütemű népességnövekedés következtében a népsűrűségi mutató is 1305,4 fő/km2-re ugrott, ami Pest megyében is az elsők közé helyezte a várost. A mutató 2017-ben tovább emelkedett 1360,9-re, a második legsűrűbben lakott várossá duzzasztva a járásközpontot Pest megyében. Ráadásul Dunakeszi a legnépesebb olyan város, mely nem viseli a megyei jogú városi címet.
2022-ben a lakosság 88,5%-a vallotta magát magyarnak, 1,4% németnek, 0,3% cigánynak, 0,2% ukránnak, 0,2% románnak, 0,1-0,1% lengyelnek, görögnek, bolgárnak, szlováknak és szerbnek, 5,4% egyéb, nem hazai nemzetiségűnek (11,2% nem nyilatkozott; a kettős identitások miatt a végösszeg nagyobb lehet 100%-nál). Vallásuk szerint 23,3% volt római katolikus, 8,3% református, 1,3% evangélikus, 1,2% görög katolikus, 0,1% izraelita, 0,1% ortodox, 1,4% egyéb keresztény, 0,5% egyéb katolikus, 19,8% felekezeten kívüli (43,7% nem válaszolt).

## Gazdasági élete
A városban nincsen számottevő munkanélküliség a helyi ipar, a kereskedelem, a szolgáltatások fejlettsége és főleg Budapest közelsége miatt, ahová sokan járnak dolgozni.

### Dunakeszi MÁV Főműhely / Dunakeszi Járműjavító Kft.
A Magyar Királyi Államvasutak 1911-ben földet vásárolt Dunakeszin, a Budapest–Vác vasútvonal mentén, ahol egy – a budapesti főműhelyek zsúfoltságát mérséklendő – egy új főműhely kiépítését kezdte meg. Az 1914-ig elkészült épületek közül a Munkásotthon (ma: VOKE József Attila Művelődési Központ) nagyterme hadikórházként működött. A háború után menekültek vagonvárosa volt a területen. 1922 és 1926 között felépült a MÁV-lakótelep, majd 1926-ban a gyár is megnyitotta kapuit. Ettől kezdve dinamikusan fejlődött, amely – néhány megtorpanást követően – mindmáig tart.

### Dunakeszi Ipari Park
2001-ben megindult a város és Újpest közötti régi iparterület mellett az új kereskedelmi terület kiépülése, aminek vonzása Újpestre is kiterjed.
Jelenleg a következő áruházak működnek a területen:
- CityMarket (Möbelix, C&A, Deichmann, KiK, Pepco, Hada, Office Depot, Lira könyvesbolt, DM, Kangaboo Baba- és Gyermekáruház)
- Auchan (Auchan Korzó Archiválva 2020. július 25-i dátummal a Wayback Machine-ben üzletei)
- Decathlon
- Euronics
- Jysk
- Régió Játék
- Bauhaus

Több autókereskedés és kisebb speciális üzem (például légtechnikai vállalkozás).

### Ipari vállalkozások
1992-ben nyitotta meg kapuit Dunakeszin az osztrák Eglolux lámpaipari vállalkozás, amely a Dunakeszi Járműjavító Kft. telepén, a Fő út mellett ötven évre bérbe vett területen 3600 négyzetméteres üzemcsarnokot alakított ki, és egy 300 négyzetméteres kiállítóhelyiség is épült. Kezdetben 30, majd 60, később 200 dolgozónak adtak munkát.
A Lighttech Kft. minőségi szoláriumcsöveket és germicidlámpákat gyárt. 1993-ban alapította dunakeszi gyárát, azóta világméretű céggé vált. 5 hektáros területen 4 nagy üzemcsarnokban összesen 14.000 négyzetméteren folyik a termelés.
Az 1990-ben családi vállalkozásként létrejött Mary-Ker Pasta Kft. 1994-ben megvásárolta a dunakeszi konzervgyár száraztészta üzemét. A cég Közép-Európa legnagyobb és egyik legkorszerűbb technológiai hátterével rendelkező tésztaüzemét működteti, amelynek Dunakeszi telephelyén 4 gyártóvonalon évi 40.000 tonna tészta is készülhet.

## Társadalmi élete

### Lósport
A dunakeszi lósport története 1889-ben kezdődött, amikor a Magyar Lovaregylet – első elnöke gróf Széchenyi István volt – megvette Alagpusztát és a legnagyobb birtokosként a Szent Mihály-templom kegyura lett. A lovaregyletnek korábban nem volt saját tulajdonú versenypályája, a versenyeket a fővárosban bérelt területeken rendezték meg. Az egylet elnöke 1890-ben gróf Batthyány Elemér – a mártír miniszterelnök fia – lett, ekkor kezdődtek meg az alagi építkezések, angol mérnökök bevonásával. A terület korábbi birtokosa, gróf Károlyi Gyula (1837–1890), Batthyány Elemér unokatestvére volt. A gyepesítést Angliából hozatott tarackmaggal oldották meg. Az első futamot már a következő évben, 1891. április 12-én megtartották, amelyek 1893-tól rendszeressé váltak az Alagi Díj megalapításával. A vízműhálózatot is kiépítették három víztoronnyal. Eleinte csak az istállókhoz és a versenypálya öntözésére használták a Dunából hozott vizet. Később a község is rácsatlakozott, ennek következtében Alag lett az ország első községe, ahol teljes volt az ivóvízhálózat. A fejlődés következtében 1896-ban már új pályát építettek, amit április 5-én avattak fel. A következő évben tízezer fenyőfát telepítenek a homok megkötése és a levegő tisztítása érdekében, majd 1898-ban megépül a Pavilon épülete.
Egy évtizeddel az alapítás után az itteni trénerek kezéből kikerülő lovak már rangos német, angol, francia versenyeket nyertek. Minden magára valamit adó istálló jelen akart lenni, s Alag akkori peremvidékei beépültek istállókkal. A lósport ellátására egy major szolgált, amihez svájci tehenészet, három kertészet, gabona- és takarmányföldek, 40 hold barackos és szilvás, valamint két erdőgazdaság tartozott. Helyi specialitás volt a homokon termesztett lovaregyleti spárga, amit még Bécsben is árultak. A gyümölcsaszalóban előállított alagi csemegét pedig még angliai fogadóirodákban is árulták. A lovaregylet segítséget nyújtott 1901-ben az új dunakeszi községháza felépítéséhez, majd 1912-ben megépítette az akkor önállósuló Alag új községházát. A következő évben támogatta az alagi népiskola megépítését is.
A Tanácsköztársaság után, amikor a pesti lóversenypályát felszántották, a magyar lósport központja Alagra költözik. 1921-ben megrendezik az első Magyar Derbyt. A pesti pályát 1925-re sikerül újjáépíteni, ekkor a versenyek nagy része elkerül Alagról, és a trenírozás válik fő feladatává. A lovakat vonattal szállították a versenyekre Svájctól Angliáig, a szerelvények napi rendszerességgel közlekedtek. Fénykorában Alagon 600-nál több ló volt, a világ legnagyobb tréningközpontjai közé számított, a nemzetközi szaklapok rendszeresen beszámoltak a legjobb lovak edzéseredményeiről, az itteni zsokék teljesítményéről. 1935-ben az ún. kilences Bizottmány megalapítja a Nagyalagi ménest.
A világháború után vége lett a virágzásnak a magántulajdon korlátozása miatt. Jelentős károk keletkeztek, sok istálló romba dőlt, a lovak többsége elkallódott. 1945-ben a földosztás során a lovaregyleti földek kétharmadát államosították, s a szovjet hadsereg is elvett egy darabot a repülőtér céljára. 1947-ben az egylet újraindítja a pesti versenyeket és az alagi tréningtelepet.
1951-ben Magyar Lóverseny Vállalat néven államosítják a lovaregyletet. A régi pályát 1954-ben bizonyos változtatásokkal ismét alkalmassá tették versenyek rendezésére, és 1955-től 1960-ig évenként 3-4 alkalommal főleg díjugrató versenyeket rendeztek a hajdan sok küzdelmet megért alagi gyepen. A lónevelés és sport céljára 200 katasztrális hold állt rendelkezésre. Hét nagy telepen 215 boxban telivéreket, 34-ben ügető, 14-ben pedig a diplomata istálló lovait tartották. A telep telivérei sikerrel vették fel a versenyt a legnevesebb külföldi lovakkal is. Többször elnyerték az osztrák, a bajor derbyt és az ausztriai díjat. Dunakeszi az egyetlen magyar város, melynek versenyló tréningtelepe van. A lovasdinasztiák házi legendáriuma, Konrád Ignác festményei, Krúdy Gyula írásai sok lovasbravúrt, európahíres ugróversenyt, kiemelkedően tehetséges lovasteljesítményt örökítenek meg.
1989-ben újjáalakul a Magyar Lovaregylet. 1994 óta ismét rendeznek versenyeket Alagon. Dunakeszin minden tavasszal megrendezik az alagi lovasmajálist.

### Oktatás
Dunakeszin három bölcsőde, öt városi, egy katolikus és két alapítványi óvoda működik. Az alapfokú iskolások öt általános iskolában tanulnak. Egy középiskolája van a városnak, a Radnóti Miklós Gimnázium. A Farkas Ferenc Alapfokú Művészeti Iskolá Archiválva 2020. július 25-i dátummal a Wayback Machine-ben ban (és jogelőd intézményeiben) 1967 óta tanulnak a zeneileg, illetve más művészeti ágakban tehetséges fiatalok.
Dunakeszi általános iskolái:
- 1. Szent István Általános Iskola  Archiválva 2010. március 12-i dátummal a Wayback Machine-ben
- 2. Széchenyi István Általános Iskola (Alag)  Archiválva 2010. május 19-i dátummal a Wayback Machine-ben
- 3. Bárdos Lajos Általános Iskola (Gyártelep)
- 4. Kőrösi Csoma Sándor Általános Iskola (Lakótelep)  Archiválva 2010. május 15-i dátummal a Wayback Machine-ben
- 5. Fazekas Mihály Általános Iskola
- 6. Krisztus Király Római Katolikus Általános Iskola [6]
- Alapítványi iskola: Korábban a városban működő, Karácsony Sándorról elnevezett Waldorf Iskola anyagi okok miatt 1997 nyarán megszűnt.

Dunakeszi középiskolái
- A Radnóti Miklós Gimnázium négy évig tartó kérvényezés után 1963-ban indíthatta első osztályát. Az ügy igazi elkötelezettje Fódy Sándor volt, aki a gimnázium első igazgatója lett. Ekkor önálló épülete még nem volt, a gimnázium 10 évig a 2. számú általános iskolában működött, 1973-ban a 3. számú általános iskolába költözött, majd 1983-ban a későbbi 5. számú általános iskolába (akkor az 1. számú általános iskolával osztozott az épületen). 1992 óta van önálló, saját épülete, a Bazsanth Vince utcában. Ugyanabban az évben beindult a 8 osztályos gimnáziumi képzés is a korábbi 4 osztályos mellett.
- Gárdonyi Géza Szakközép- és Szakmunkásképző Iskola már nem működik.
- Két új középiskola építését tervezi a város, kormányzati támogatással: a kéttannyelvű gimnáziumban, illetve az informatikai, közgazdász, gépész és elektronikai szakirányokkal működő szakgimnáziumban. A diákváros 2024 nyarára el is készült,[54] így – a jelenlegi tervek szerint – 2024 szeptemberében kezdődhet meg az oktatás.

### Kultúra
A város kulturális életében meghatározó szerepe van a József Attila Művelődési Központ nak nagy hagyományokkal rendelkező művészeti csoportok fenntartásával és működtetésével. A Kölcsey Ferenc Városi Könyvtár a könyvkölcsönzés mellett a rendszeres író-olvasó találkozók, irodalmi és egyéb rendezvények, klubnapok, kiállítások és gyermekfoglalkozások színtere. A város kezelésében lévő Révész István Helytörténeti Gyűjtemény Dunakeszi múltját mutatja be az érdeklődőknek, emellett helytörténeti publikációkat készít, illetve múzeumpedagógiai foglalkozásokat és helytörténeti kirándulásokat szervez a helyi óvodai és iskolai közösségeknek.

### Sport

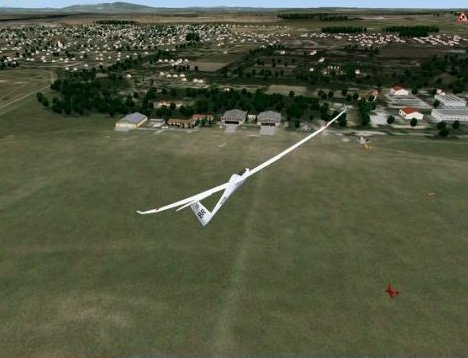
A repülőtér

Dunakeszi régi sporthagyományokkal rendelkezik. A város legnagyobb sportegyesülete a VSD (Városi Sportegyesület Dunakeszi), amely 15 szakosztályban 23 sportágat kínál az érdeklődőknek. Emellett a diáksport is jelentős. Gazdag hagyományai vannak a városi tömegsportversenynek, a legnagyobb tömeget megmozgató rendezvény a tavasszal megrendezett FutaKeszi. Ma már valamennyi iskola korszerű, jól felszerelt tornateremmel rendelkezik. Kiemelkedik a gimnázium mellett működő, a nemzetközi szabványoknak is megfelelő sportcsarnok. 2017 óta a város uszodával is rendelkezik. A Gérecz Attila Tanuszoda az iskolai rendszerű úszásoktatás mellett a nagyközönség számára is nyitva áll. Különleges sportolási lehetőséget nyújt a MALÉV Aero Club és Opitz Nándor Repülőklub. Sport repüléséről nemzetközi szinten is méltón híres.

### Hitélet
A városban négy katolikus plébánia működik. Három római katolikus: Szent Mihály a „belvárosban”, Jézus Szíve a Gyártelepen és Szent Imre Alagon, és egy görögkatolikus: Szent Péter és Pál a Kegyeleti temető mellett. A Szent Imre plébániához tartozik még az 1906-ban épült neogótikus Nepomuki Szent János-kápolna. A kápolna a lovaregyleti híveket szolgálta.
Az alagi oldalon találhatók a református és az evangélikus közösség templomai is.

### Civil szervezetek
Dunakeszin számos civil szervezet és egyesület is aktívan dolgozik, többségük kisebb-nagyobb mértékű önkormányzati támogatásban részesül.
Az iskolai alapítványok mellett számos hagyományőrző, tánc, illetve sportegyesület tevékenykedik. A hagyományőrző egyesületek között található a Dunakeszi Városvédő és Városszépítő Egyesület (1989), valamint a Tóth Mariska Hagyományőrző Alapítvány (2000), amelyek a Dunakeszi város múltjának megőrzését, a város értékeinek feltárást és védelmét tűzték ki célul.
A sportegyesületek között a legnagyobb taglétszámmal a Városi Sportegyesület Dunakeszi rendelkezik, amely a egykori MÁV Dunakeszi Főműhely (ma: Dunakeszi Járműjavító Kft.) dolgozói által épített, ma a város tulajdonában lévő Magyarság Sporttelepen, illetve az egykori Alag (ma: Dunakeszi) Fóti úti sporttelepén, 18 szakosztályban (24 sportágban) kínál sportolási lehetőséget a dunakeszieknek. Az alagi lovas hagyományoknak megfelelően működik a városban lovasklub (Alagi Lovas Klub, Magyar Amatőr Lovasok Egyesülete). Dunakeszin nagy múltra tekint vissza a postagalamb-tenyésztés, a Magyar Postagalambsport A/3. sz. Egyesület is ezt a tevékenységet helyezte fókuszpontjába. A dunakeszi repülőtér használói a Malév Aero Club és az Opitz Nándor Repülőklub.
A táncegyesületek között több néptáncegyesület is működik. Ilyen a Duna Gyöngye Hagyományőrző Egyesület, illetve a kisebbeknek létrehozott Cinege és Rokka Egyesületek. Nagy hagyománya van a településen az amatőr színjátszásnak. Már a két világháború közötti időszakban több műkedvelő színjátszókör működött, amelyek nagy érdeklődés mellett kerültek színpadra. Ekkoriban az Iparoskör, illetve a (Petőfi Sándor) Kultúrház színpadán játszottak, továbbá Műhelytelepen, a mai József Attila Művelődési Központ színpadán voltak az előadások. Utóbbi helyszín ma a Dunakeszi Teátrum előadásainak ad helyet.
Országos természetvédelmi egyesületek Dunakeszin is működtetnek alapszervezetet, de a dunakeszi civilek is sokat tesznek környezetükért. Ide sorolható a Dunakeszi Tőzegtó Környezetvédelmi Alapítvány, amelynek célja a dunakeszi tőzegtavak védett és védelem alatt nem álló természeti értékek és területek a jelen és a jövő nemzedék számára történő megőrzése,helyreállítása, fejlődésének biztosítása. A Dunaparti Környezetvédők Egyesülete a természeti és épített környezet védelmével, valamint a közösségi érdekvédelemmel kapcsolatos mindennemű tevékenység felvállalása, szervezése és végzése.

## Látnivalók

### Szent Mihály-templom
A főváros felől a főúton érkezőknek először a Szent Mihály-templom kéttornyú épülete kerül a szeme elé, amely uralja a városképet. A több mint 250 éve, Dunakeszi akkori birtokosa, gróf Grassalkovich (I.) Antal királyi kamarás által építtetett, és 1756. szeptember 29-én, Szent Mihály napján felszentelt templom a 19–20. század fordulójára kicsi lett a helyi, magyar ajkú, katolikus közösség számára. Ezért Faludi (Fieszl) János dunakeszi plébános (1935–1956) felkérte Oszvaldik Gyula építészt, hogy készítse el az új templom terveit. Az Öregtemplomot azonban nem bontották el, hanem kibővítették úgy, hogy a mai templom bal oldali mellékhajója az Öregtemplom. Az újtemplom 1936–1937-ben készült el, neobarokk stílusban. 1937. október 10-én Hanauer Árpád István váci püspök szentelte fel.

### Hősi emlékmű
A Szent Mihály-templomtól két perc gyaloglásra (Szent István utca 29.) található a művészi kidolgozású Hősi emlékmű, amelyet 1928-ban állítottak az első világháborús áldozatok emlékére. A mészkőből kékszült, belül üreges szobor alkotói Prongrácz Sziegfried és Reichenberger József szobrászművészek. Alsó az özvegy anya öleli két árváját, amelyek elkészítéséhez a művészek helyi modelleket alkalmaztak. Felső részén első világháborús katona fogja kettős kereszttel a magyar zászló rúdját. Az emlékmű középső részén a címer látható, azt alatt lévő táblán pedig a következő szöveg olvasható: „1914–1918 hősei dicső emlékének emeltette Dunakeszi népe 1928.” Az emlékmű oldalán két márványtáblán 116 hősi halott neve olvasható. Felavatására nagy ünnepség keretében 1928-ban került sor.

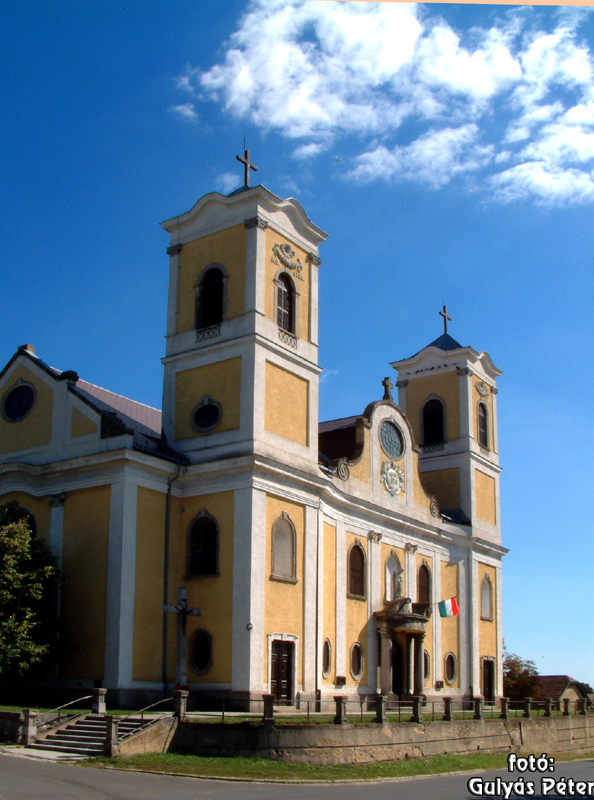
Szent Mihály-templom

### Kegyeleti Park
A városba látogató számára érdekes látnivaló lehet a Fő út mentén fellelhető, a város szépen gondozott régi temetője, a Kegyeleti Park. Legrégebbi sírköve 1811-ből való. A parkban található a város '56-os emlékműve a Pannóniai Főnix (közismertebb nevén: Gólya) is, amely Lengyel István helyi művésztanár alkotása, a forradalom 40. évfordulójáról, 1996-ból. Az emlékmű közadakozásból készült, és egy szárnyaszegett, rablánccal és fejfákkal földhöz szegezett gólyát ábrázol. A figura egy fazsindellyel borított, kápolnaszerűen kialakított építmény. A gólya a fejét az ég felé fordítja, a lábát megemeli. Teljes magassága: 5 méter. Teste tölgyfából készült, a lábai fémből, illetve a belsejében felfüggesztett tükrök és kerámia-harangok találhatók, amik 2016-ban, az emlékmű 20. évfordulójakor történő felújításakor kerültek ide. Korábban fémcsövekből készült szélcsengő volt itt. Csőre piros, szárnyain faragott népi motívumok találhatók. Az emlékhely a XVIII. században készült Szent István-kápolna dombján, a kápolnához vezető úton található, míg az út legelejére egy lyukas zászlót formázó deszkakapu került, közepén vaslemezből kialakított 56-os évszámmal.

### Atilla-szobor és emlékhely
A Kegyeleti Park mellett található a Dunakeszi Civilek Baráti Köre és a a DunArt Képzőművészeti Egyesület szervezésében, helyi lokálpatrióták és az Önkormányzat támogatásával létrejött Atilla nagykirály szobor és emlékhely, amelyet 2017-ben avattak fel. A király mellszobrát Vincze József, a kardot és az íjat Czinege István, a feliratokat és a jelképeket Péter Nándor készítette. Egy pad motívumai Dér Győző munkásságát dicsérik. A betonoszlopot süttői mészkővel burkolták, a jelképek és a feliratok homokfúvással kerültek rá.

### Duna-part
A Duna-partra leérve kellemes perceket tölthetünk a sétányon, ahol hangulatos éttermek, cukrászdák is várják a folyó szépségében gyönyörködőket. A Horányi rév közelében található a város római kori emléke, a limes erődrendszerének egyik maradványa. A terület feltárása és bemutathatóvá tétele most van folyamatban. Ugyancsak a Duna-partról indul az a kerékpárút, amellyel akár Szobig is eljuthatnak a városba érkező turisták. Az épülő EuroVelo útvonal mentén található a 2018-ban átadott városi dunai szabadstrand is.

### Késő római kikötőerőd
A Duna sor 28–32. sz. alatt található építmény a késői császárkorra jellemző római kikötőerődök – egy központi és két saroktoronnyal – jellegzetes példánya, amelynek helyenként 140 cm-es magasságig megmaradtak a falai. Ilyen erődök alkották a Duna bal parti (azaz az ellenséges területre eső) contra castrumok sorát, építtetője I. Valentinianus császár volt. A kikötőerőd a dunakeszi–horányi révet védte, párja a horányi oldalon kapott helyet. A rév védelme nemcsak hadászati szempontból volt fontos, de – a tervek szerint – ezen keresztül szállították volna a Göd-Bócsaújtelepen felépítendő nagyerőd alapanyagait, ellátmányát stb. A dunakeszi kikötőerődben egyidejűleg 25-30, maximum 50 katona lakott, családjaikkal. Ma a Duna sor 28. sz. alatt magánkézben lévő múzeum mutatja be, hogyan éltek itt a rómaiak idején.

### Jézus Szíve-templom
A MÁV Dunakeszi Főműhelye 1926-ban kezdte meg működését. Már 1928-ban létrejött a telepi katolikus egyházközsége, de templomuk csak 1944-re lett. A templomépítés főszervezője Lányi Ferenc főműhelyfőnök volt, a szükséges financiális alapot közadakozásból és a MÁV révén teremtették elő. A templom terveit Pázmándi István, a budapesti Műegyetem adjunktusa készítette, belső berendezéseit a Főműhely akkori dolgozói, társadalmi munkában állították elő, ahogyan a díszítések egy részét is ők készítették. A Mária-oltár Antal A. József, a mennyezet Csetényi Antal munkája. Főoltárát 1961-ben Károly Gyula keszthelyi festőművész készítette.

### Műhelytelep – Gyártelep
A Jézus szíve templom körüli utcákban találjuk az 1920-as években épült, gyönyörű szecessziós kivitelezésű házakkal tarkított műhelytelepi lakónegyedet. Az MÁV a területen kezdettől fogva Dunakeszitől elkülönülő, a MÁV-alkalmazottak számára lakhelyként szolgáló lakótelep kialakítására törekedett. A nagy magyarországi vasúti lakótelepek a főműhelyek körül alakultak ki elsősorban, ezek között utolsóként az 1922-ben építeni kezdett Dunakeszi–Műhelytelep sorolható fel, amelynek kétszintes épületei tömbtelkeken létesültek. A dunakeszi telep házait az Alpár Ignác irodájában dolgozó Kotál Henrik tervezte 1919–1920-ban, aki ebben az időszakban a MÁV-nak is tervezett, és a Wekerletelep „K” típusjelű házait ő jegyzi.

### József Attila Művelődési Központ
A Műhelytelep központjában áll az 1914-ban épült József Attila Művelődési Központ, számos kiállítás és kulturális rendezvény színhelye. A művelődési központ főbejárata előtt találjuk a Dunakeszin született, és az 1956-os forradalomban hősi halált halt költő Gérecz Attilának az emléktábláját.

### Szent Imre-templom
A vasút túloldalán, Alagon, a róla elnevezett téren magasodik az 1935–1939 között épült Szent Imre-templom, az ország első "leventetemploma", amelyet Fábián Gáspár tervezett. A vezetőség azt akarta, hogy „hazánk első leventetemploma legyen szép és méltó Isten nagyságához, és legyen ízig vérig magyar”. A neoromán hatású épület fő érdekessége Zsolnay cseréppel kirakott tornya és szép, a kora keresztény bazilikákra hasonlító belső architektúrája.

### Nepomuki Szent János (Lovaregyleti) kápolna
A Kápolna utcában, közel a Lóversenypályához található a Nepomuki Szent János-kápolna (közkeletű nevén: Lovaregyleti-kápolna), amely 1905–1906-ban épült három grófi család pénzfelajánlásának köszönhetően. A kápolna az egyre gyarapodó lakosú, 1910-ben önálló településsé is váló Alag híveinek lelki szolgálata érdekében jött létre. Mellette iskola működött. A világháborúkat átvészelte, de 1952. szeptember 8-án, a közelben bekövetkezett lőszerraktár-robbanás jelentős kárt okozott az épületben, amelynek helyreállítása csak 2003-ra történt meg.

### Városháza
A faluban eleinte egy nádfedeles községháza állt, amelyet azonban a 19–20. század fordulójára a település kinőtt. 1900-ban határozták el egy nagyobb községháza felépítését, amely a mai Fő út 25. sz. alatt kapott helyet. Salkovits Károly tervező tervei alapján Berzina Rezső építőmester építette az 1901-ben elkészült épületet. A települési vezetőségen és az adminisztratív személyzeten kívül a Dunakeszi Önkéntes Tűzoltó Testület székhelye is itt volt. A mai épület középső része az eredeti, 1901-ben átadott épületrész, a bővítés 1996-ban történt, és az eredetivel összhangban lévő épületszárnyak jöttek létre.

### IV. Béla Király tér
Dunakeszi 2014-ben átadott új főtere a Városháza mellett található. Északkeleti sarkát az Erős Apolka által készített "Országépítő" címet viselő. IV. Béla királyt ábrázoló szobor foglalja el. Dunakeszi helyiség első irásos említése 1255-ben, IV. Béla király egyik adománylevelében történt meg, Kesző néven. A Főtér közösségi térként szolgál a dunakesziek és az ide látogatók számára. Itt kerül sor az adventi vásárra, az ahhoz kapcsolódó műsorokra, az óvodai és egyházi közösségek adventi gyertyaszentelésére, a korcsolyapálya kialakítására, ahogyan itt rendezik meg a város augusztus 20-ai ünnepségét is.

### Alagi lóversenypálya és tréningközpont
Alagon járva nem hagyhatjuk ki a tréningközpont és az 1891-ben kialakított, majd 1896-ban átépített lóversenypálya megtekintését. A versenypályán ugyan jelenleg nem zajlanak futamok, de a legjobb hazai versenylovak továbbra is itt edzenek, köztük volt a világhírű Overdose is. A területen álló régi kúriák műemléki védelem alatt állnak. Kiváló sétalehetőség rendezett, kellemes környezetben.

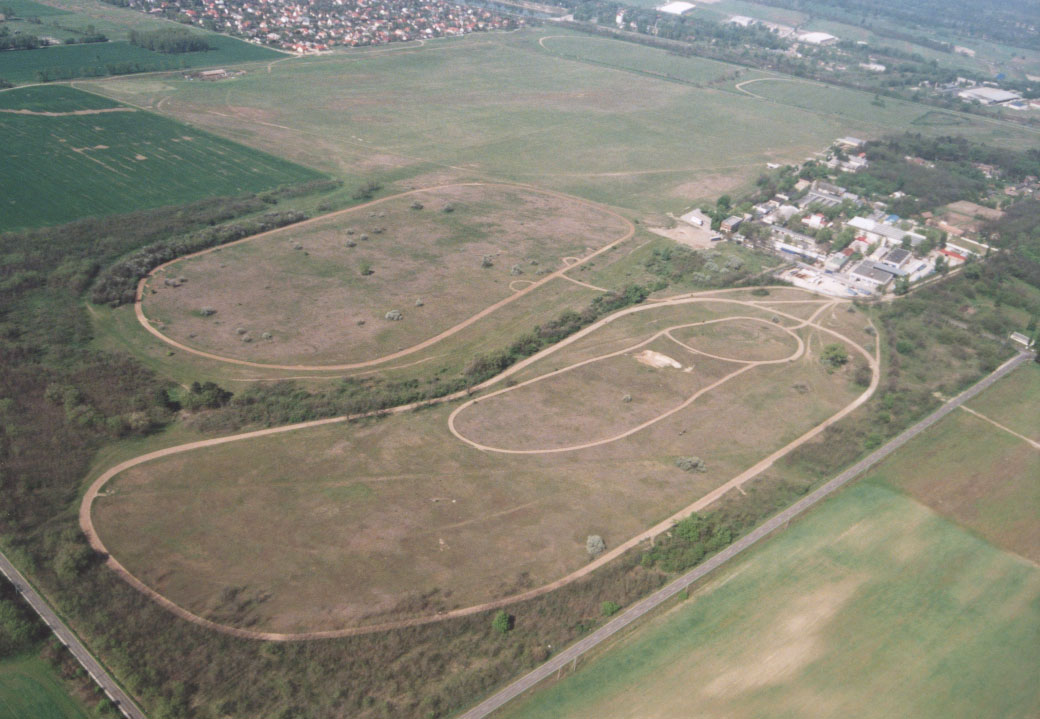
Az egyik tréningpálya légi fotója

### Repülőtér
A lóversenypálya mellett található a város önkormányzati tulajdonban álló vitorlázó- és sportrepülőtere, ahol két repülőklub várja a repülni vágyókat: az Opitz Nándor Repülőklub és a Malév Aero Club. A repülőtéren vitorlázó sportrepülés és sportpilóta képzés is folyik mindkét klubban. Itt van a Magyar Vitorlázórepülő Keret bázisa is.
A repülőteret Dunakeszi 1944. év végi orosz katonai megszállását követően a szovjet hadsereg alakította ki, így támogatandó Budapest bombázását. Később a sportrepülés fellegvárává vált. Id. Rubik Ernő Gébics nevű repülőmodelljét itt fejlesztette ki és itt is tesztelték.

### Alagi-majori templomrom
A középkorban, a 12. század végén–13. század első felében épült román stílusú körtemplom, illetve a 15. században ahhoz hozzáépített gótikus stílusú sekrestye és szentély romjai impozáns látnivalót nyújtanak az árnyas fák alatt. A műemlék épületen tábla hirdeti történetét.

### Vérszerződés a pajzson – Árpád-emlékmű
Árpád fejedelem emlékműve – amely Dunakeszi legmagasabb pontján, a budapesti Gellért-heggyel egy magasságban fekvő Szent Imre tér körforgalmának közepén áll – szintén a Dunakeszi Civilek baráti Körének szervezésében, közadakozással jött létre. A szobrot egy helyi ötvösművész, Skripeczky Ákos tervezte, és Koltai Lajos faragta ki, terméskőből. A szobor címe: „Vérszerződés a pajzson”. Központi alakja Árpád, akit körülvesz hat vezére (és pajzsra emelik őt). Árpád testét kard díszíti, amelyről egy vércsepp hull egy edénybe, ez a vérszerződést szimbolizálja. Árpád fejrészén egy egyszerűsített süvegmotívum található, amely összhangban áll a téren magasodó Szent Imre-templom toronytetejével. Az emlékművet 2010 novemberében avatták fel.

### Büszkeségpont
A Kincsem utca 1. sz. alatt található Büszkeségpontot a város az 1956-os forradalom és szabadságharc 60. évfordulója, az 56-os Emlékév alkalmából állíttatta, pályázati pénzből. Az Önkormányzat által hirdetett ötletpályázaton Erős Apolka „Emlékezet” című alkotása nyert. A carrarai márványból faragott természetfeletti méretű kéz a magyar történelem folyamát tartja – bronzból megformálva. A történelmi eseményekre három versrészlet utal, ezt rögzíti a szalag: Vörösmarty Mihály Szózatának néhány ismert sorát, Somogyváry Gyula Hősi emlék talpára című versének részletét és a 60. évforduló jelmondatát: „Ahol a hősöket nem felejtik, mindig lesznek újak”. Erős Apolka a szalagon látható gyűrődésekkel is üzenetet közvetített: egyfajta rétegződést kívánt ábrázolni, ahogy a történelem eseményei egymást váltják, egymást követik, természetszerűen törésvonalak jönnek létre. A háttérben kialakított félkörívű emlékhely három betonpanelt foglal magába. Erre kerültek fel az első és második világháború, a holokauszt és a vörös terror, továbbá az 1956-os forradalom és szabadságharc hőseinek nevei.

## Közlekedés

### Közúti
A város keleti határában húzódik észak-déli irányban a 2-es főút, amely az E77-es európai főútvonalnak is a része. A tehermentesítése céljából az 1990-es évek második felében megépült, akkor 2/a számozású gyorsforgalmi út ma az M2-es számozást viseli, autóútként. Később megépült az M0-s körgyűrű akkori nevén 2/b számú (Phare támogatás miatt) szakasza is. A város területén ágazik ki a 2-es főútból a 2101-es út Fót és Gödöllő irányába; több más belterületi útszakasza is országos közútnak minősül öt számjegyű számozással, például a Kisalagon át Fótra vezető 21 101-es számú mellékút.

### Vasúti
Dunakeszin halad át hazánk elsőként megépült vasútvonala, a 70-es számú Budapest–Szob-vasútvonal, amelynek a Nyugati pályaudvar–Vác vasútállomás közötti első szakaszát 1846-ban adták át. (Az első szerelvényen utazott József főherceg, Széchenyi István és Kossuth Lajos is.) Dunakeszi területén a vonalnak ma egy vasútállomása (Dunakeszi vasútállomás) és két megállóhelye (Dunakeszi alsó megállóhely és Dunakeszi-Gyártelep megállóhely) található. Érinti Dunakeszi területét a Budapest–Vácrátót–Vác-vasútvonal is, annak egy megállóhelye (Alagimajor megállóhely) van a közigazgatási határokon belül.
A városban csak a S70-es személyvonatok és a G70-es gyorsított személyvonatok állnak meg menetrend szerint. Többnyire az új MÁV 815-ös Stadler KISS motorvonatok közlekednek, ritkábban a MÁV 415-ös sorozatú kék-fehér FLIRT motorvonataival utazhatunk. Csúcsidőben húsz percenként, egyéb időszakokban félóránként követik egymást a járatok.

### Autóbusz
Dunakeszi autóbusz járatait a Sportbusz Kft. és a MÁV Személyszállítási Zrt. üzemelteti.

#### Helyközi
Dunakeszi a kapuja Budapest Duna bal parti északi agglomerációjának, így a városon átmenő közösségi- és egyéni közlekedés nagyon sűrű. A tömegközlekedést igénybe vevők túlnyomó része Budapestre utazik (ennek köszönhető, hogy a 300-as busznak több betétjárata csak Dunakesziig jár), kisebb része Vác vagy Fót irányába. Azonban a menetrend szerinti autóbusszal elérhető helyiségek száma Dunakeszi kéttengelyű (Vác-Budapest és Fót irányú) közlekedése és a főváros közelsége miatt jelentősen korlátozott. Így tehát az átszállás nélkül elérhető helyiségek csupán Göd, Sződliget, Vác, Fót és Mogyoród, és értelemszerűen Budapest. Általában Volvo 7700A, MAN Lion’s City és Credo Econell 12 buszok szállítják az utasokat.

#### Helyi
Az autóbusz közlekedésnek két fontos tengelye van: a 2-es főútvonal menti helyi és helyközi vonalak és az ebből a városházánál leágazó Fót (és Mogyoród) irányú tengely. Az Alag városrész északi kertvárosi részére tulajdonképpen csak a körjáratú helyi autóbuszok közlekednek (kivéve néhány Fót felé közlekedő járatot, mely direkt betér Alag északi részére, hogy biztosítsa a kertváros összeköttetését Fóttal, valamint enyhítse Dunakeszi óvárosa felől közlekedő helyi járatok utasterhelését).
A helyijáratok mindennap és viszonylag sűrűn, átlagosan 1-1,5 óránként járnak (kivéve a szabadságligeti vonalat, ez csak tanítási napokon, reggel és délután 2-2 alkalommal közlekedik). Céljuk elsősorban Dunakeszi helyközi járatok által nem vagy csak megközelítőleg érintett részeinek (pl. Alagi major, Szabadságliget, Auchan áruház stb.) összeköttetése egymással, ill. a két forgalmas tömegközlekedési tengellyel, továbbá, hogy csökkentsék a városon belül a helyközi járatok utasterhelését.
2020. június 15-től 9 nappali és 1 éjszakai járat közlekedik Dunakeszin. A menetrendek a KesziBusz oldalán és a KesziBusz alkalmazásban érhetők el. Az autóbuszjáratok ingyenesen igénybe vehetők mindenki számára.

#### Csomópontok és átszállási lehetőségek
Mivel a helyi és a helyközi járatok nagyrészt párhuzamosan haladnak Dunakeszin, tulajdonképpen majdnem minden helyi járati megállónál át lehet szállni helyközi viszonylatra (ez alól kivétel Szabadságliget, az alagi major és a repülőtér környéke, mert ezeken a területeken csak helyi járatok közlekednek).
Helyi és helyközi viszonylatok fontosabb csomóponti megállóinak tekinthető a Horányi rév, a templom, a Barátság u. 9. és 39., a Táncsics u., a Fóti út 2., a vasútállomás, az alagi temető és a Szabadságliget megállók.
A Dunakeszi területén lévő négy vasúti megállóból hármat (Dunakeszi-Gyártelep, Dunakeszi, Dunakeszi alsó) el lehet érni helyi járatokkal. Alagimajor megállóhelyet csak gyalogosan, egy felüljárón át lehet megközelíteni, a Dunakeszihez tartozó Alagimajorban nincsen külön parkolója a megállónak.

#### Auchan-busz
Az Auchan-busz egy körjárat, amely az Auchantól indulva a Barátság útján, a gyártelepi állomáson és a Fóti úton keresztül, a Temetőt, és az Okmányirodát érintve közlekedik vissza a kiindulóhelyre az Auchanhoz. Ezen a járaton egy Berkhof Ambassador busz közlekedik, amely az Auchan arculatát viseli.

### Vízi
A Duna nemzetközi vízi főútvonal, fontos szerepet tölt be a folyami hajózásban. Ennek ellenére a városnak nincsen hajóállomása. A gyakran forduló kompon kívül egyéb menetrend szerinti vízi közösségi közlekedési eszközzel nem lehet Dunakeszit megközelíteni. A várost a Szentendrei-szigeten a Szigetmonostorhoz tartozó üdülőterületre, Horányba gyakran forduló kompjárat köti össze. A felhajtója közúton a 2-es főútból, annak 20,200-as kilométerszelvényénél, nyugat-északnyugati irányban kiágazó, közel egy kilométer hosszú 12 301-es számú mellékúton (Rév utcán) át érhető el.
A gyalogosokat és személygépkocsikat is szállító komp túlparti kikötőjéből csak egyénileg lehet tovább közlekedni. A legközelebbi autóbusz-megálló (895) több mint három kilométerre, Szigetmonostorban található.
Az út időtartama egy irányba megközelítőleg 7 perc.

### Légi
A lóversenypálya szomszédságában vitorlázó repülőtér működik, elsősorban hobbi és sport célból (vitorlázó-, sárkány-, helikopter, kis gépek).

#### Dunakeszi
| Járat | Útvonal | Gyakoriság                             |
| ----- | --- | -------------------------------------- |
| S70   | Budapest-Nyugati – Rákosrendező – Istvántelek – Rákospalota-Újpest – Dunakeszi alsó – Dunakeszi – Dunakeszi-Gyártelep – Alsógöd – Göd – Felsőgöd – Sződ-Sződliget – Vác-Alsóváros – Vác (– Verőce – Kismaros – Nagymaros-Visegrád – Nagymaros – Dömösi átkelés – Zebegény – Szob alsó – Szob) | Félóránként, hétvégén éjszaka óránként |
| G70   | Budapest-Nyugati – Rákosrendező – Rákospalota-Újpest – Dunakeszi – Dunakeszi-Gyártelep – Felsőgöd – Vác-Alsóváros – Vác – Verőce – Kismaros – Nagymaros-Visegrád – Nagymaros – Zebegény – Szob alsó – Szob                                                                                    | Csúcsidőben óránként                   |

#### Dunakeszi-Gyártelep
| Járat | Útvonal | Gyakoriság                             |
| ----- | --- | -------------------------------------- |
| S70   | Budapest-Nyugati – Rákosrendező – Istvántelek – Rákospalota-Újpest – Dunakeszi alsó – Dunakeszi – Dunakeszi-Gyártelep – Alsógöd – Göd – Felsőgöd – Sződ-Sződliget – Vác-Alsóváros – Vác (– Verőce – Kismaros – Nagymaros-Visegrád – Nagymaros – Dömösi átkelés – Zebegény – Szob alsó – Szob) | Félóránként, hétvégén éjszaka óránként |
| G70   | Budapest-Nyugati – Rákosrendező – Rákospalota-Újpest – Dunakeszi – Dunakeszi-Gyártelep – Felsőgöd – Vác-Alsóváros – Vác – Verőce – Kismaros – Nagymaros-Visegrád – Nagymaros – Zebegény – Szob alsó – Szob                                                                                    | Csúcsidőben óránként                   |

#### Dunakeszi alsó
| Járat | Útvonal | Gyakoriság                             |
| ----- | --- | -------------------------------------- |
| S70   | Budapest-Nyugati – Rákosrendező – Istvántelek – Rákospalota-Újpest – Dunakeszi alsó – Dunakeszi – Dunakeszi-Gyártelep – Alsógöd – Göd – Felsőgöd – Sződ-Sződliget – Vác-Alsóváros – Vác (– Verőce – Kismaros – Nagymaros-Visegrád – Nagymaros – Dömösi átkelés – Zebegény – Szob alsó – Szob) | Félóránként, hétvégén éjszaka óránként |

#### Alagimajor
Alagimajor megállóhely a MÁV 71-es számú vasútvonalán fekszik, ezen a vonalon csak a MÁV 415-ös sorozatú kék-fehér FLIRT-jei közlekednek.
| Járat | Útvonal | Gyakoriság |
| ----- | --- | ---------- |
| S71   | Budapest-Nyugati – Rákosrendező – Istvántelek – Rákospalota-Újpest – Rákospalota-Kertváros – Alagimajor – Fót – Fótújfalu – Fótfürdő – Csomád – Ivacs – Veresegyház – Erdőkertes – Vicziántelep – Őrbottyán – Rudnaykert – Váchartyán – Vácrátót – Csörög – Máriaudvar – Vác-Alsóváros – Vác | Óránként   |

#### Dunakeszit érintő járatszámozásos helyközi autóbuszvonalak
- 300: Budapest, Újpest-Városkapu – Dunakeszi – Göd – Vác, autóbusz-állomás
- 301: Göd, Autópihenő → Dunakeszi → Budapest, Újpest-Városkapu
- 302: Budapest, Újpest-Városkapu – Dunakeszi, Horányi rév
- 303: Budapest, Újpest-Városkapu – Dunakeszi, templom/Barátság utca 9.
- 305: Budapest, Újpest-Városkapu – Dunakeszi, Auchan Áruház – Dunakeszi, Horányi rév
- 306: (Budapest, Újpest-Városkapu –) Dunakeszi, Auchan Áruház – Dunakeszi, Barátság utca 9.
- 308: Budapest, Újpest-Városkapu → Dunakeszi, Szent Imre tér → Fót, autóbusz-állomás (→ Fót, Auchan Áruház) → Budapest, Rákospalota → Budapest, Újpest-Városkapu
- 309: Budapest, Újpest-Városkapu → Dunakeszi, Szilágyi utca → Dunakeszi, Szent Imre tér → Fót, autóbusz-állomás (→ Fót, Auchan Áruház) → Budapest, Rákospalota → Budapest, Újpest-Városkapu
- 310: Budapest, Újpest-Városkapu → Budapest, Rákospalota (→ Fót, Auchan Áruház) → Fót, autóbusz-állomás → Dunakeszi, Szent Imre tér → Budapest, Újpest-Városkapu
- 311: (Fót, autóbusz-állomás → Dunakeszi, Szent Imre tér →) Dunakeszi, Báthory István utca → Dunakeszi, Szent Imre tér → Budapest, Újpest-Városkapu
- 324: Dunakeszi, Barátság utca 39. – Fót, Gyermekváros – Mogyoród, HÉV-állomás – Mogyoród, EGIS telep – Gödöllő, autóbusz-állomás
- 325: Dunakeszi, Barátság utca 39. – Fót, Gyermekváros – Mogyoród, HÉV-állomás
- 371: Vác, autóbusz-állomás – Göd – Dunakeszi, városháza – Fót, Gyermekváros (gyorsjárat)

## Testvérvárosok
Dunakeszi 1989-ben létesített kapcsolatot az olaszországi Casalgrandéval. A sport, a kultúra, képzőművészet eredményeinek kölcsönös bemutatása mellett egyre inkább gazdasági együttműködésre is törekszik a két település vezetése. A kapcsolatot 1991-ben testvérvárosi szintre emelték.
1996-ban egy székelyföldi várossal kívánt Dunakeszi testvérvárosi kapcsolatot kialakítani. A választás Székelykeresztúrra esett, mivel a romániai település és Dunakeszi lakosságszáma akkor közel azonos volt, illetve az ottani Petőfi Sándor és az itteni Kőrösi Csoma Sándor Általános Iskolák között már több éve együttműködés folyt.
2005-ben a 750 éves jubileumát ünneplő város kapcsolatba lépett a dél-lengyelországi Stary Sącz városával.
A legfiatalabb testvérvárosi kapcsolat az akkor működő dunakeszi bolgár nemzetiségi önkormányzat révén jött létre, Ravda városával, 2013-ban.
- Székelykeresztúr, Románia
- Casalgrande, Olaszország (1989)
- Stary Sącz, Lengyelország (2007)
- Ravda, Bulgária (2013)